# Škoda Fabia
Škoda Fabia je malý osobní automobil, vyráběný českou společností Škoda Auto. Byl oficiálně představen na 58. autosalonu ve Frankfurtu 14. září 1999 s karoserií pětidveřového hatchbacku jako nástupce modelu Škoda Felicia; rok a půl však byly oba modely vyráběny souběžně. Necelý rok po hatchbacku byla představena Fabia s karoserií kombi a paletu karoserií v roce 2001 uzavřela verze sedan. Na bázi kombi vznikla také lehká užitková varianta Fabia Praktik. Roku 2007 byla na jarním ženevském autosalonu představena druhá generace s karoserií hatchback, což znamenalo konec výroby pro hatchback první generace. Kombi druhé generace bylo představeno o půl roku později,  s karoserií sedan už se v druhé generaci nepočítalo. Tímto také definitivně skončila výroba kombi a sedanu první generace. V dubnu roku 2007 byl vyroben dvoumiliontý vůz Škoda Fabia, v květnu 2012 pak třímiliontý. V říjnu 2014 byla na pařížském autosalonu představena třetí generace modelu Fabia, která počátkem roku 2018 prodělala facelift. V květnu 2021 byla odhalena čtvrtá generace jako hatchback.
Pro svoji rozšířenost se v Česku stala Škoda Fabia častým srovnávacím měřítkem cen, honorářů, případně jako měřítko rozlohy a velikosti.

## Škoda Fabia
První generace s interním označením 6Y byla veřejnosti představena 14. září 1999 jako pětidveřový hatchback, jehož sériová výroba započala 19. října toho roku. Prodej byl na českém trhu zahájen 4. prosince 1999 s cenou od 249 000 Kč za vůz s motorem o objemu 1,0 litru o výkonu 37 kW. V roce 2000 prošla fabia crash testem Euro NCAP s výsledkem čtyř hvězdiček za ochranu dospělé posádky. Prodej karoserie kombi byl zahájen v září 2000 a sedan začal být prodáván v květnu 2001. Dne 8. dubna 2004 opustila výrobní linku miliontá fabia a v létě téhož roku se začala prodávat také sportovní varianta RS. V létě 2004 prošla první generace faceliftem (dostala nový přední nárazník s kulatými mlhovkami a na zadních lampách se objevilo škodovácké C, na zadních sedadlech přibyla třetí opěrka hlavy a tříbodový bezpečnostní pás pro zadní prostřední sedadlo, nový volant z druhé generace Octavie, nové potahové látky a jiné drobnosti), která byla vyráběna od 9. srpna 2004. Výroba první generace hatchbacku byla ukončena 13. dubna 2007, zatímco kombi bylo vyráběno do přelomu let 2007 a 2008. Nejdéle se udržel ve výrobě sedan, jehož poslední série byla dokončena v březnu 2008. V letech 2002–2006 byla také vyráběna lehká užitková verze Fabia Praktik.
V letech 1999–2008 bylo vyrobeno 1 788 063 fabií první generace, z toho 992 921 kusů hatchbacku (6Y2), 660 601 kusů kombi (6Y5) a 134 541 kusů sedanu (6Y3). V letech 2001–2006 se výroba stabilně pohybovala v rozmezí 226 tisíc – 262 tisíc kusů vozů ročně. Převážná část byla vyrobena v závodě v Mladé Boleslavi, zatímco závod ve Vrchlabí se na produkci podílel pouze v roce 2002, kdy zde vzniklo 7 tisíc kusů sedanů. Přibližně 45 tisíc kusů hatchbacků bylo vyrobeno v letech 2000–2002 v polské Poznani pro polský trh. Od roku 2002 byly vozy montovány i v ukrajinském Solomonovu. Z celkového počtu 1,788 milionů vyrobených vozů bylo 311 255 kusů bylo prodáno/registrováno v Česku.
V 311 tisících fabií 6Y registrovaných v Česku měly nejpočetnější zastoupení motory 1,2/47 kW (77 tisíc kusů v letech 2003–2008), 1,2/40 kW (64 tisíc kusů v letech 2002–2008) a 1,4/50 kW (58 tisíc kusů v letech 2000–2005), naopak nejméně početnými byly vozy s motory 2,0/85 kW (593 kusů v letech 2000–2008) a 1,9 TDI/96 kW (1598 kusů v letech 2003–2007). Zcela nejrozšířenějším barevným provedením byla v celkových počtech stříbrná diamantová metalíza (1B1B, dle ČSN 9102; 430 951 kusů v letech 1999–2007), až s odstupem následovaná metalízou šedá Stone (F7F7, dle ČSN 9151; 176 035 kusů v letech 2001–2006). Naopak nejméně vyráběným zbarvením byla metalíza červená Hot Chilli (8H8H, dle ČSN 9394; 442 kusů v roce 2000) a metalíza modrá Race (8X8X, dle ČSN 9463; 1293 kusů v letech 2006–2007, pouze pro verzi RS).
Na konci 10. let 21. století se díky facebookové skupině stalo populární nepříliš početné barevné provedení fabie první generace, tzv. pistáciová fabia (unibarva: zelená Fantasy, kód 5Y5Y, dle ČSN 5110), která byla nabízena pouze v letech 1999–2002. Celkem vzniklo 8116 fabií v této barvě, z toho 6954 hatchbacků, 1156 kombi a pouze šest sedanů.

### Karosářské verze
- hatchback (1999–2007)
- kombi (2000–2008)
- sedan (2001–2008)
- praktik (2002–2006)

### Výbavy
- Junior – nejnižší stupeň výbavy, představen v roce 2001, nabízen s karoserií hatchback, vůz měl motor 1.0 – 37 kW (později nahrazen motorem 1,2 HTP 40 kW) nebo 1.4 MPi – 44 kW (příplatek 8000 Kč), třináctipalcová kola s pneu 155/80, neměl stabilizátor přední nápravy či posilovač řízení (pouze za příplatek) a hlavním poznávacím znamením byly nelakované nárazníky (po faceliftu nazýváno jako Easy)[1]
- Classic – na rozdíl od výbavy Junior nabízela v základu např. lakované nárazníky a posilovač řízení
- Comfort – po faceliftu nahrazeno názvem Ambiente
- Elegance
- RS – sportovně laděná verze
- Praktik – užitková verze fabie s karoserií kombi, představena v lednu 2002 měla pouze dvě sedadla, za kterými byla mříž. Zadní okna byla zaplechovaná.[11] Měla nelakované nárazníky jako Junior[1]

### Limitované edice

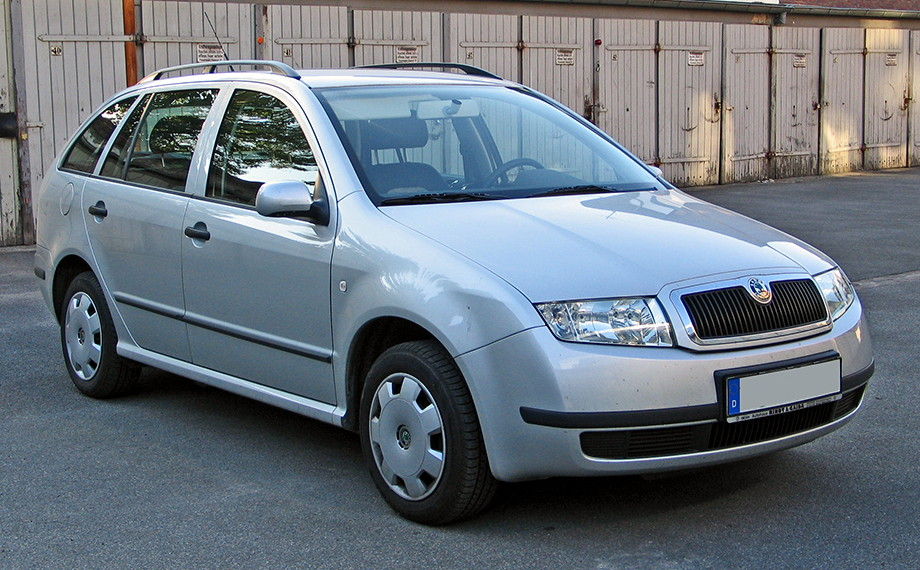
Fabia Combi

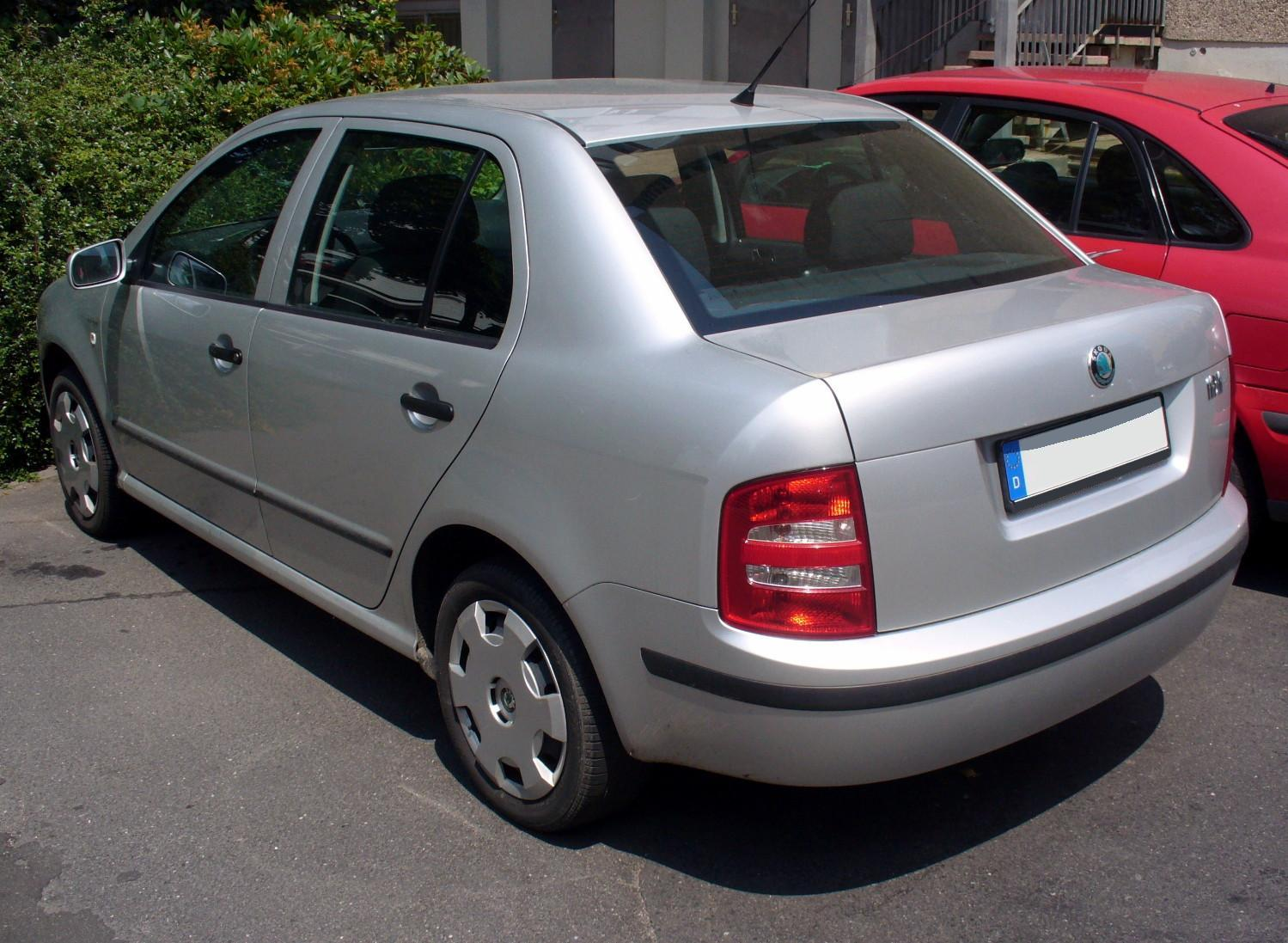
Fabia Sedan

2001
GT
Tato verze, dodávaná pouze pro německý trh na konci roku 2001 a v roce 2002 pro karoserii Hatchback, se vyznačovala specifickými nárazníky, zadní byl stejný jako mělo pozdější RS. Nejvyšší výbava Elegance zahrnovala Sportpaket (sportovně tvarovaná přední sedadla a tříramenný sportovní volant), malý kožený paket (volant, manžeta a rukojeť řadicí páky, madlo ruční brzdy), 4 airbagy, ABS a ASR, poloautomatickou klimatizaci, palubní počítač MFA, přední i zadní elektrické ovládání oken, centrální zamykání s dálkovým ovládáním a sklopným klíčkem, elektricky ovládaná a vyhřívaná vnější zpětná zrcátka, autorádio Škoda MS 502 s osmi reproduktory a CD měničem, spoiler nad zadním oknem, přední mlhovky, černý dekorační polep B-sloupků, nerezovou koncovku výfuku, 15" alu kola RIDE a sportovní podvozek. V nabídce byly benzínové motory 1.4 16V/55/74 kW, 2.0 MPI/85 kW a naftový 1.9 TDI/74 kW. Karoserii zdobily pouze barvy Stříbrná Diamantová metalíza, Černá Magická s perleťovým efektem, Žlutá Lemon, Červená Rallye a Modrá Dynamic.
Style
Edice vznikla v roce 2002. Nabízela se pro hatchback i Combi, pouze s motory 1,4 MPI (50 a 44 kW) a 1,9 SDI 47 kW. Edice se snažila spojit bohatou výbavu s přijatelnou cenou. Interiér byl celý v černé barvě onyx s potahovými látkami Mystic, stejný jako ve Fabii Elegance. Jedině pro tuto verzi se nabízela metalická barva zelená Agave. Základní výbava zahrnovala chrompaket (řadicí páka, pojistka ruční brzdy, vnitřní kliky dveří a pojistky dveří), zadní dělená sedadla, autorádio Škoda SYMPHONY, 8 reproduktorů, schránky na výplni zadních dveří, centrální zamykání s dálkovým ovládáním a výklopnými klíči, 15" ocelová kola s kryty RADER, přední mlhové světlomety, schránky pod předními sedadly, 2 čelní airbagy, přední hlavové opěrky s naklápěním, čelní sklo s šedým pruhem a sprej na opravu pneumatik. Cena Škody Fabia s karoserií hatchback a motorem 1,4 44 kW začínala na 309 900 Kč, Combi se silnějším 50 kW motorem stálo 354 900 Kč.
Fresh edition
Tento akční model stál na základech modelu Junior a byl nabízen pro všechny tři karoserie, ale pouze s motory 1,0 nebo 1,4 l MPI s výkony 37, 44 a 50 kW. Od Junioru se lišil hlavně lakovanými nárazníky a posilovačem řízení.
Marathon
Edice dostupná pouze pro combi se prodávala v létě roku 2002. Nabízela se pouze s motory 1,4 MPI/50 kW, 1,4 16V/55 a 74 kW, 1,9 SDI/47 kW a 1,9 TDI/74 kW. Oproti výchozímu Classicu edice nabídla navíc 2 čelní airbagy, el. ovládání předních oken, vnější zrcátka lakovaná v barvě vozu,12V zásuvku v zavazadlovém prostoru, ovládání víčka palivové nádrže z místa řidiče, centrální zamykání, rádio Škoda MS402 s kazetovým přehrávačem a osmi reproduktory, přední hlavové opěrky s naklápěním, ABS, palubní počítač MFA a zadní dělená sedadla. Nabízené barvy byly pouze tři: červená Corrida, Stříbrná Diamantová metalíza a Černá Magická s perleťovým efektem. Interiér v černé barvě Onyx zdobila nová červená potahová látka Starchip.
Attractive
Edice se nabízela pro všechny tři karoserie: hatchback, combi (příplatek 30 000 Kč) a sedan (příplatek 15 000 Kč) a dala se získat pouze s metalickými barvami, včetně nové Modré Admiral. Navíc proti výchozímu Classicu nabídla 2 čelní airbagy, el. ovládání předních oken, vnější zrcátka v barvě vozu, varovná světla ve výplních předních dveří, odkládací schránky na výplních zadních dveří, ovládání víčka palivové nádrže z místa řidiče, stropní madla vpředu i vzadu, vkládané textilní koberce, rádio Škoda MS 402 s kazetovým přehrávačem a osmi reproduktory, přední hlavové opěrky s naklápěním, centrální zamykání s dálkovým ovládáním a sklopný klíček, chrompaket (řadicí páka, pojistka ruční brdy, vnitřní kliky dveří a pojistky dveří), ABS (pro motory 1,4 l/50 kW; 1,4/55 kW; 1,9 SDI/47 kW), zadní dělená sedadla, 14" ocelová kola s pneu 185/60 R14, malý kožený paket, čelní sklo s šedým pruhem, palubní počítač MFA, přední mlhové světlomety a sprej na opravu pneumatik. Nabízené motory byly; 1,2 HTP/40 kW (jenom pro hatchback), 1,4 MPI/50 kW, 1,4 16V/55 kW, 1,4 16V/74 kW, 1,9 SDI/47 kW a 1,9 TDI/74 kW.
Top
Edice vycházela z verze Comfort a z výrobních linek sjížděla na konci roku 2002. Výbava této edice zahrnovala poloautomatickou klimatizaci, ABS a MSR, 14" alu kola SPIRIT, autorádio Škoda SYMPHONY, dálkově ovládané centrální zamykání, 2 čelní airbagy, palubní počítač MFA a el. ovládání předních oken. Byla k dostání se všemi karoseriemi, ale pouze s motorem 1.4 MPI/50 kW. Zákaznická výhoda činila až 44 000 korun, cena začínala na 369 900 korunách.
Safety
Základem edice byla výbava Classic, která byla rozšířena o airbag spolujezdce a o ABS a MSR. Základní cena zůstala stejná jako u modelu Fabia Classic 1.2 HTP/40 kW, tedy 279 900 Kč. Celková výhoda tedy činila 25 400 Kč.
Advantage
Tento akční model se objevil na konci roku 2002 a byl vyhrazen pouze pro model Combi. V základní výbavě nechybělo výškově nastavitelné sedadlo řidiče, airbag spolujezdce, elektrické ovládání oken vpředu, vnější zpětná zrcátka lakovaná v barvě vozu, sprej na opravu pneumatik, rádio Škoda MS 402 s kazetovým přehrávačem, stropní madla vpředu i vzadu, zadní s háčky, 12V zásuvka v zavazadlovém prostoru, výplně dveří s odkládacími kapsami vzadu, centrální zamykání, 8 reproduktorů, 15" ocelová kola s kryty RADER, střešní nosič, zadní sedadlo dělené, popelník vpředu i vzadu s osvětlením, mlhové světlomety, palubní počítač MFA a boční ochranné lišty. K dostání byla s benzínovými motory 1.4/50/55/74 kW a naftovými 1.9 SDI/47 kW a 1.9 TDI/74 kW.
2003
Creation
Akční model Creation se objevil na začátku roku 2003 a vycházel z chudé verze Classic, výbava Creationu byla rozšířena o airbag spolujezdce, ABS, boční ochranné lišty, ASR pro motory s výkonem 74 kW, dálkově ovládané centrální zamykání se sklopným klíčkem, čelní sklo s šedým pruhem, el. ovládaná přední okna, el. ovládaná zrcátka, palubní počítač MFA, 15" ocelová kola s kryty RADER, zadní odkládací kapsy na výplních dveří, vnější zpětná zrcátka lakovaná v barvě vozu, výškově stavitelné sedadlo řidiče, Chrompaket (řadicí páka, pojistka ruční brdy, vnitřní kliky dveří a pojistky dveří), osvětlení zavazadlového prostoru, otevírání víčka palivové nádrže z místa řidiče, přední mlhové světlomety, přední světla s chromovaným rámem, rádio Škoda MS402 nebo rádio Škoda SYMPHONY, osm reproduktorů, zadní parkovací senzory, sprej na opravu pneumatik, stropní madla vpředu a vzadu, zadní s věšáčky, varovná světla ve výplních dveří, tkané vkládané koberce, dělená zadní sedadla a boční nálepky s nápisy Creation. V nabídce byly všechny tři karoserie s motory 1.2 HTP/40 kW (pouze pro Hatchback), 1.4 16V/55/74 kW, 1.9 SDI/47 kW a 1.9 TDI/74 kW. Výhodou edice tedy byla příznivá cena a bohatá výbava.
Classic PLUS
Paket PLUS používá škodovka dodnes. U Fabie v roce 2003 u výbavy Classic paket PLUS znamenal navíc elektricky ovládaná přední okna, výškově stavitelné sedadlo řidiče, výškově a podélně nastavitelný sloupek řízení, centrální zamykání, dělené zadní sedačky a airbag spolujezdce. Ceny byly shodné se sériovým Classicem, vybavit jím šel model Hatchback, Combi i Sedan.
Comfort PLUS
Stejně jako u Classicu byl název PLUS pouze paketem, kterým šlo dovybavit výbavy Comfort, paket zahrnoval poloautomatickou klimatizaci, 14" alu kola SPIRIT, ABS a ASR pro motory s výkonem 74 kW. Paket byl s cenovou výhodou a šel objednat ke každé Fabii ve výbavě Comfort.
Flash
V létě 2003 vystřídala edice Flash edici Creation. Verze Flash vycházela ze základního Classicu a navíc nabídla vnitřní Chrompaket, 14" ocelové kola s kryty TUCANUS, tkané vkládané koberce, malý kožený paket, čtecí lampičky vpředu, stropní madla vpředu a vzadu, zadní s věšáčky, sprej na opravu pneumatik, zadní dělená sedadla, autorádio Škoda SYMPHONY, osm reproduktorů, tónovaná skla, přední světla se chromovaným rámem, přední mlhové světlomety, vnější zpětná zrcátka el. ovládaná a vyhřívaná, lakovaná v barvě vozu, el. ovládání předních oken, dálkově ovládané centrální zamykání se sklopným klíčkem, airbag spolujezdce, ABS a MSR, ASR pro motory s výkonem 74 kW, zadní parkovací senzory, boční lišty, boční nálepky s nápisy Flash a speciální potahová látka sedadel. Model šlo získat i s automatickou převodovkou a v provedení Hatchback a Combi. K dostání byla s motory 1.2 HTP/40 kW (jen pro Hatchback), 1.2 12V/47 kW, 1.4 16V/55/74 kW, a naftovými 1.9 SDI/47 kW, 1.4 TDI/55 kW a 1.9 TDI/74 kW.

### Motory

#### Zážehové

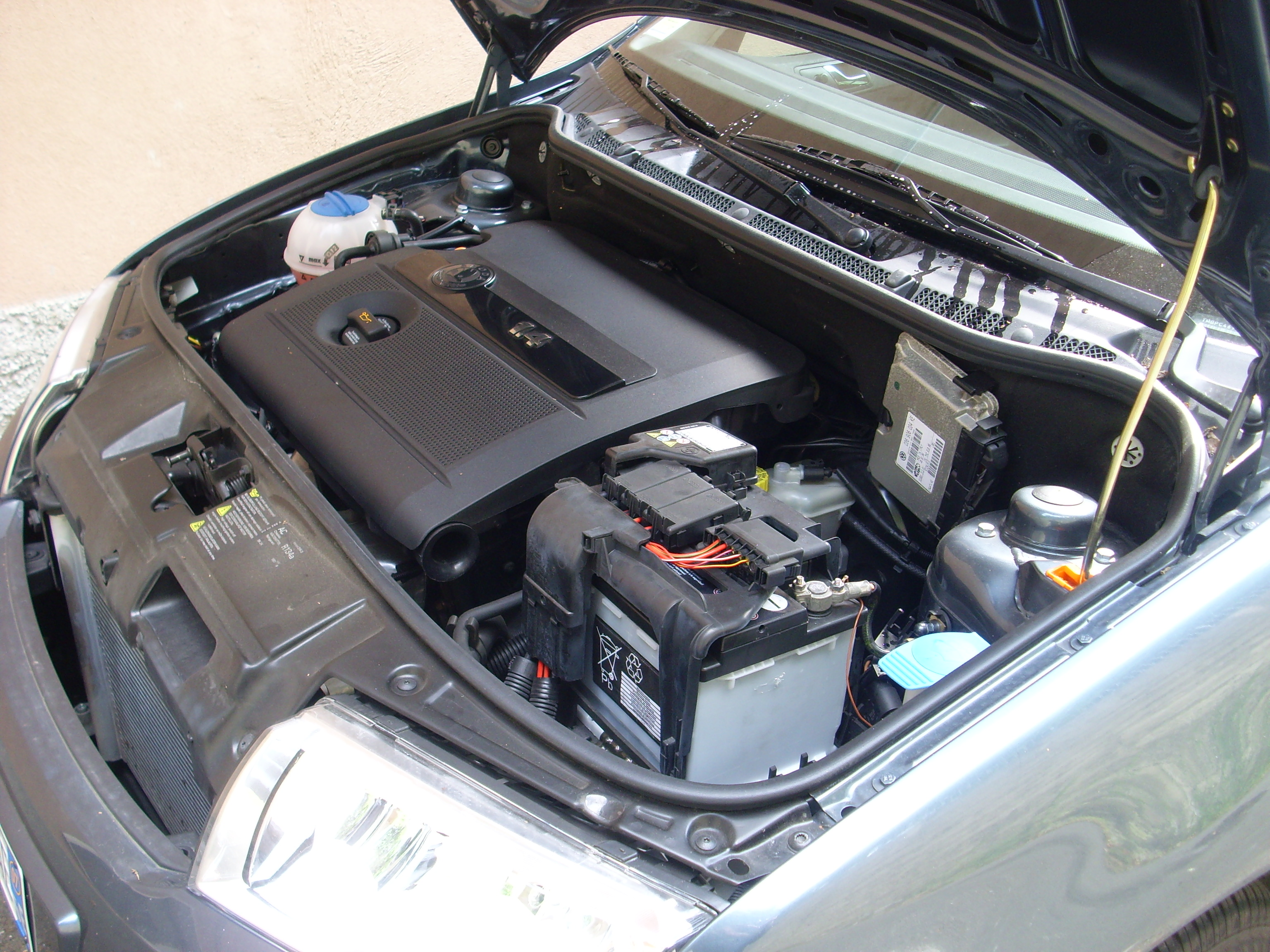
Motor 1,4 16V

| Objem válců | Marketingové označení | Uspořádání válců | Norma          | Výkon | Roky produkce |
| ----------- | --------------------- | ---------------- | -------------- | ----- | ------------- |
| 1,0         | MPI                   | I4               | Euro 2 / 3     | 37 kW | 2001–2003     |
| 1,2         | MPI/HTP               | I3               | Euro 3 / 4     | 40 kW | 2002–2007     |
| 1,2         | HTP                   | I3               | Euro 3 / 4     | 47 kW | 2003–2007     |
| 1,4         | MPI                   | I4               | Euro 2 / 3 / 4 | 44 kW | 2000–2003     |
| 1,4         | MPI                   | I4               | Euro 2 / 3 / 4 | 50 kW | 1999–2003     |
| 1,4         | 16V                   | I4               | Euro 4         | 55 kW | 1999–2007     |
| 1.4         | 16V                   | I4               | Euro 4         | 74 kW | 2000–2007     |
| 1,4         | 16V                   | I4               | Euro 4         | 59 kW | 2006–2007     |
| 2,0         | MPI                   | I4               | Euro 4         | 85 kW | 2000–2006     |

#### Vznětové
| Objem válců | Marketingové označení | Způsob vstřikování   | Norma      | Výkon    | Roky produkce |
| 1,9         | SDI                   | S rotačním čerpadlem | Euro 3     | 47 kW    | 2000–2005     |
| 1,4         | TDI                   | PD                   | Euro 3     | 55 kW    | 2003–2005     |
| 1,4         | TDI                   | PD                   | Euro 4     | 51/59 kW | 2005–2007     |
| 1,9         | TDI                   | PD                   | Euro 3 / 4 | 74 kW    | 2000–2007     |
| 1,9         | TDI RS                | PD                   | Euro 3 / 4 | 96 kW    | 2003–2007     |

### Škoda Fabia RS

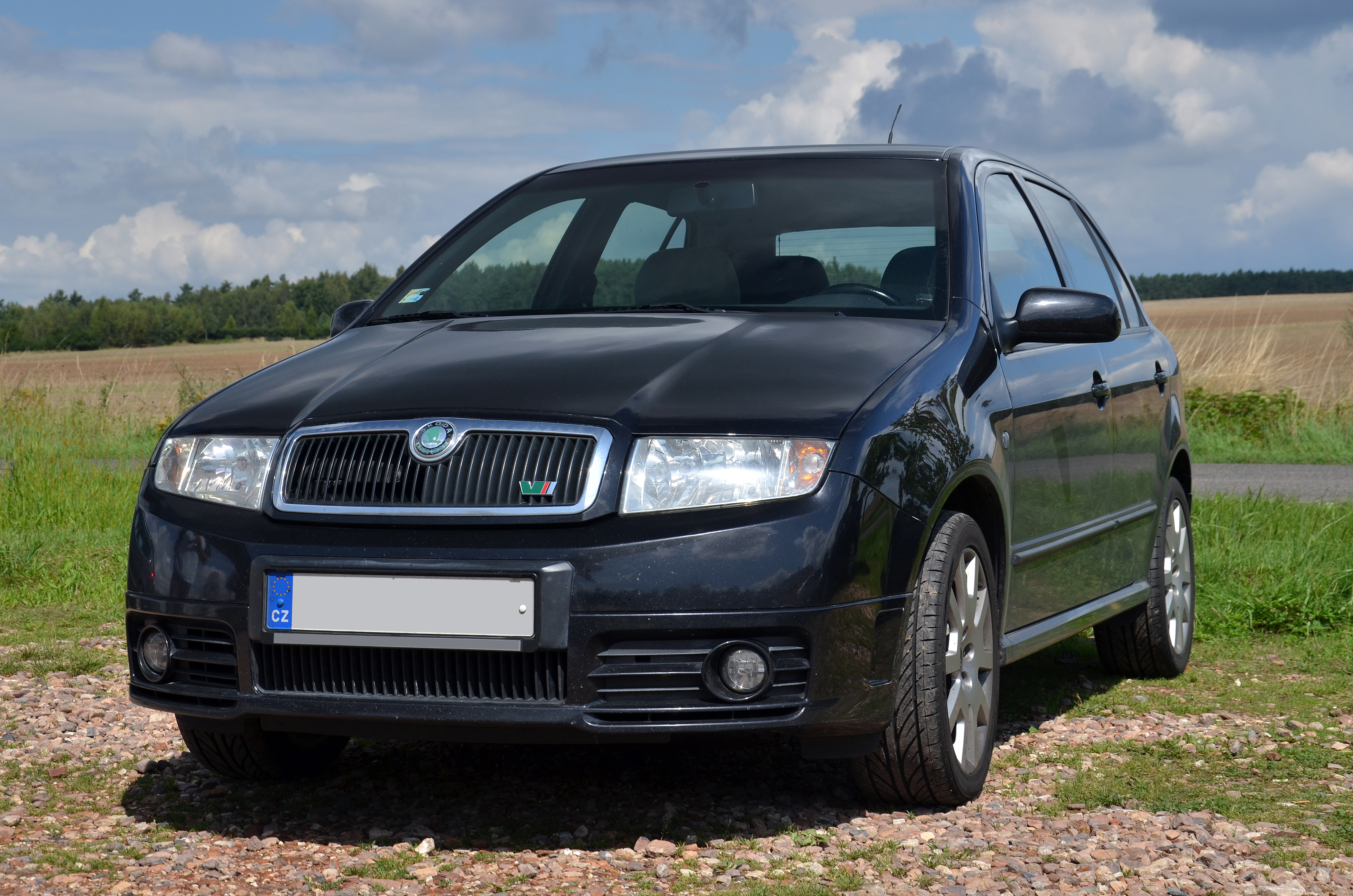
Škoda Fabia RS

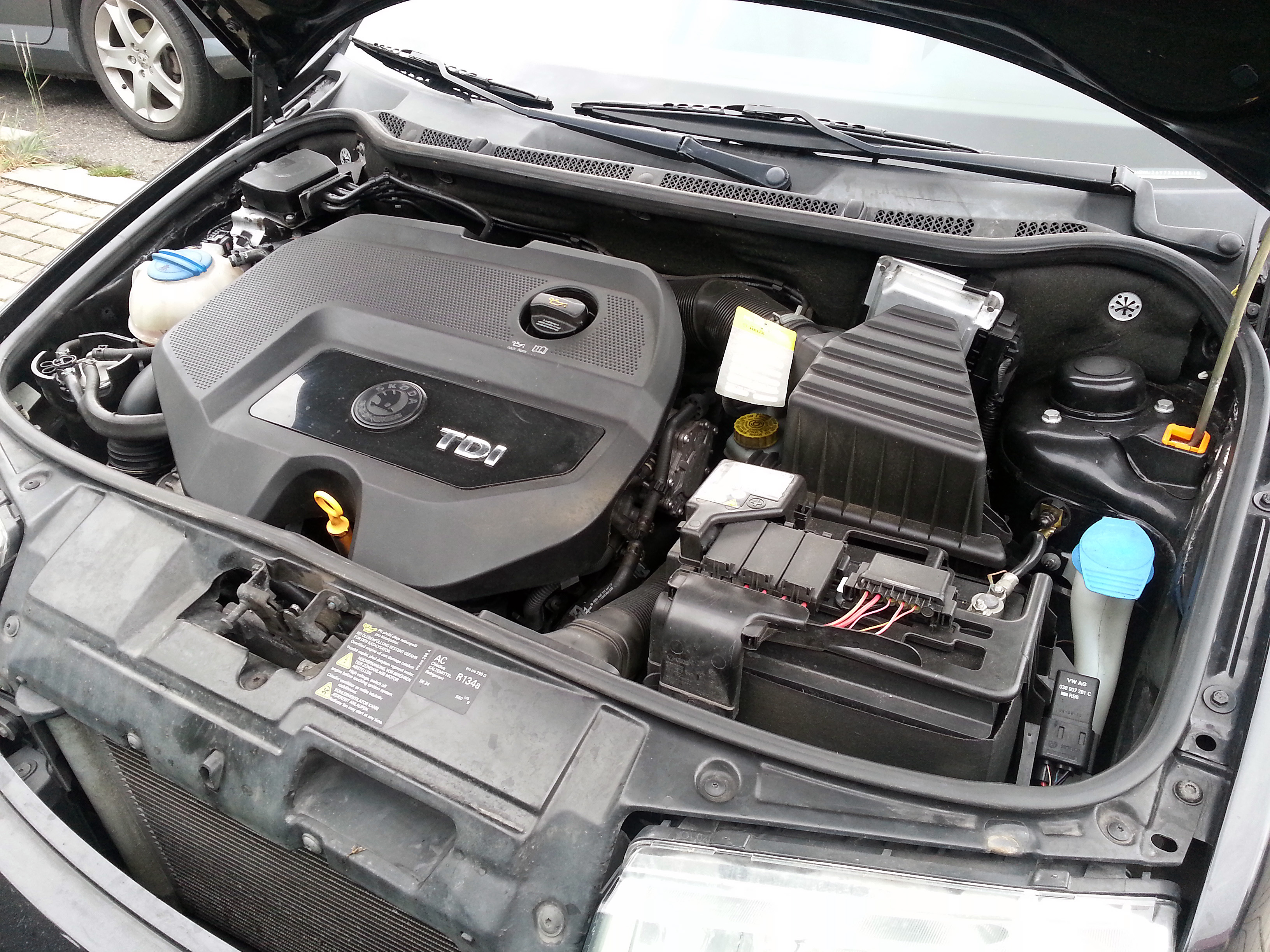
Pohonná jednotka verze RS – motor VW 1,9 TDI-PD (96 kW)

Škoda Fabia RS je varianta odvozená z verze hatchback a svou světovou premiéru měla v březnu 2003 na autosalonu v Ženevě. Vůz má oproti standardní verzi exteriér laděný v lehce sportovním stylu.
Například přední nárazník s integrovaným spoilerem je vysunut dopředu a tvarován ve stylu vozů WRC. Pozadu nezůstal ani interiér Fabie RS se sportovními sedadly s typickým bočním vedením a dalšími prvky sportovní výbavy.
Fabia RS měla pod kapotou výkonný přeplňovaný dieselový motor 1,9 TDI-PD (96 kW) s technologií vstřikování čerpadlo-tryska. V kombinaci se 6stupňovou manuální převodovkou byl zajištěn nejen výkonný pohon, ale i vyšší hospodárnost provozu.
- Výrobní období: 2003–2007
- Počet vyrobených kusů: 21 551

#### Motor
čtyřdobý, vznětový přeplňovaný, s nastavitelnou geometrií lopatek turbodmychadla (VGT), kapalinou chlazený, řadový čtyřválec OHC, přímé vysokotlaké vstřikování paliva Pumpe-Düse (čerpadlo-tryska) umístěný napříč před přední nápravou, poháněl přední kola.
- objem motoru: 1 896 cm³
- výkon: 96 kW při 4 000 ot./min.
- točivý moment: 310 Nm při 1 900 ot./min.

#### Převodovka
- mechanická šestistupňová, plně synchronizovaná

#### Další technické parametry
- rychlost: 206 km/h
- zrychlení: 9,5 s
- spotřeba (město – mimo město – kombinovaná): 7,1 – 4,5 – 5,4 litru/100 km
- podvozek: bezrámová konstrukce

- rozměry: 4 002 mm × 1 646 mm × 1 441 mm
- váha: pohotovostní 1 245 kg až 1 315 kg; celková 1 720 kg
- karoserie: pětidveřová; pětimístná dvouprostorová; samonosná ocelová; pozinkovaná

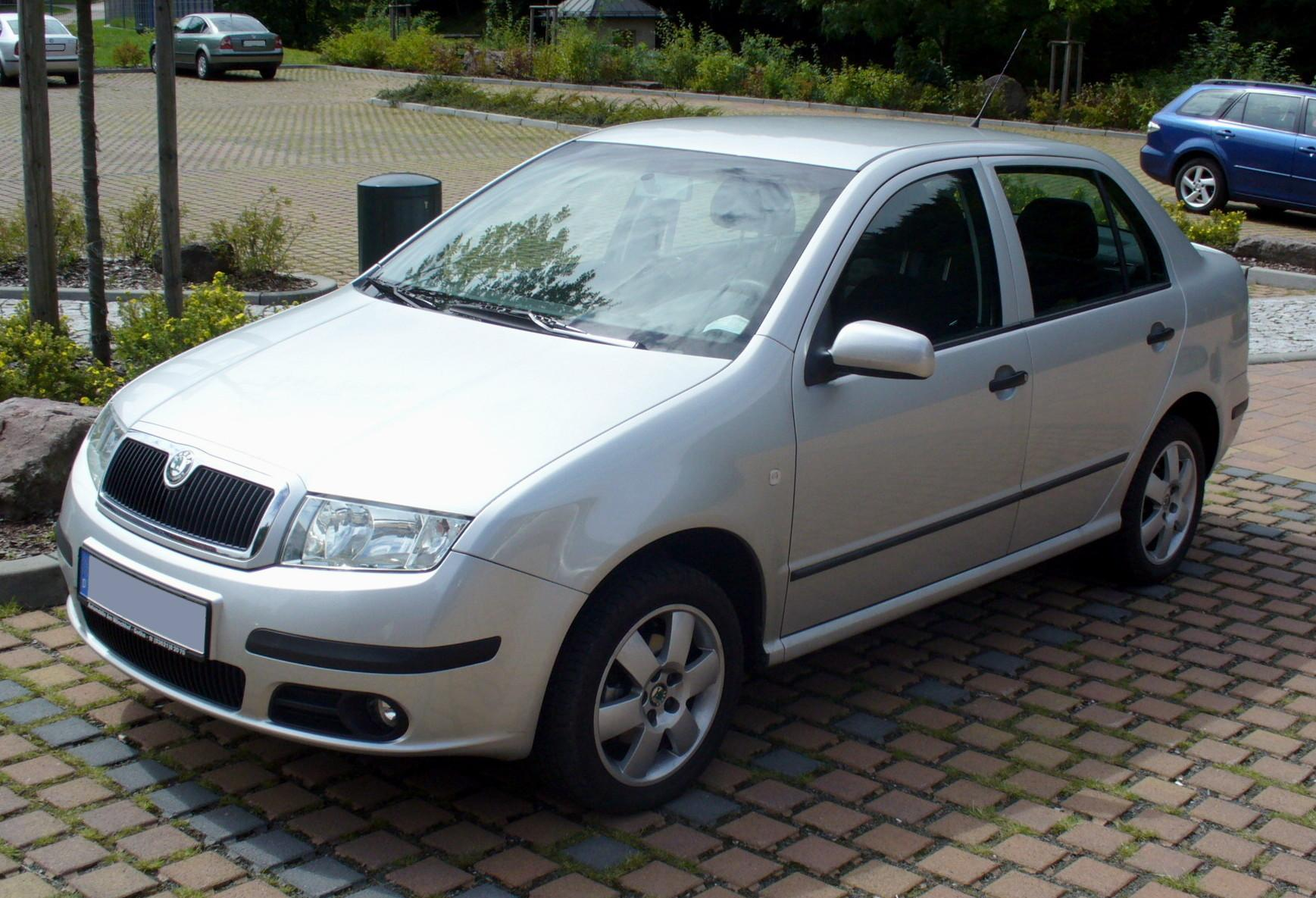
Škoda Fabia sedan, facelift (2004–2007)
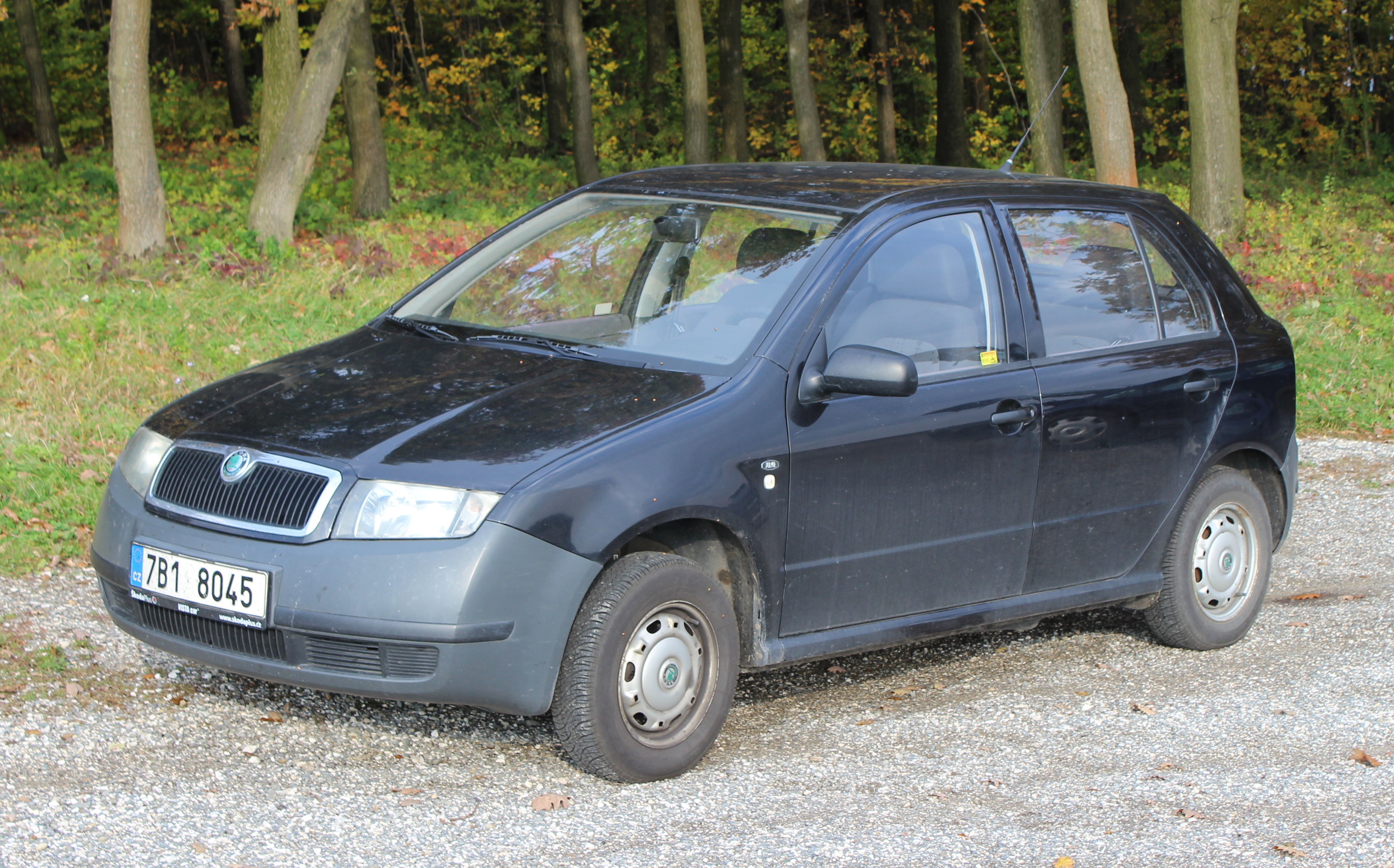
Škoda Fabia Junior
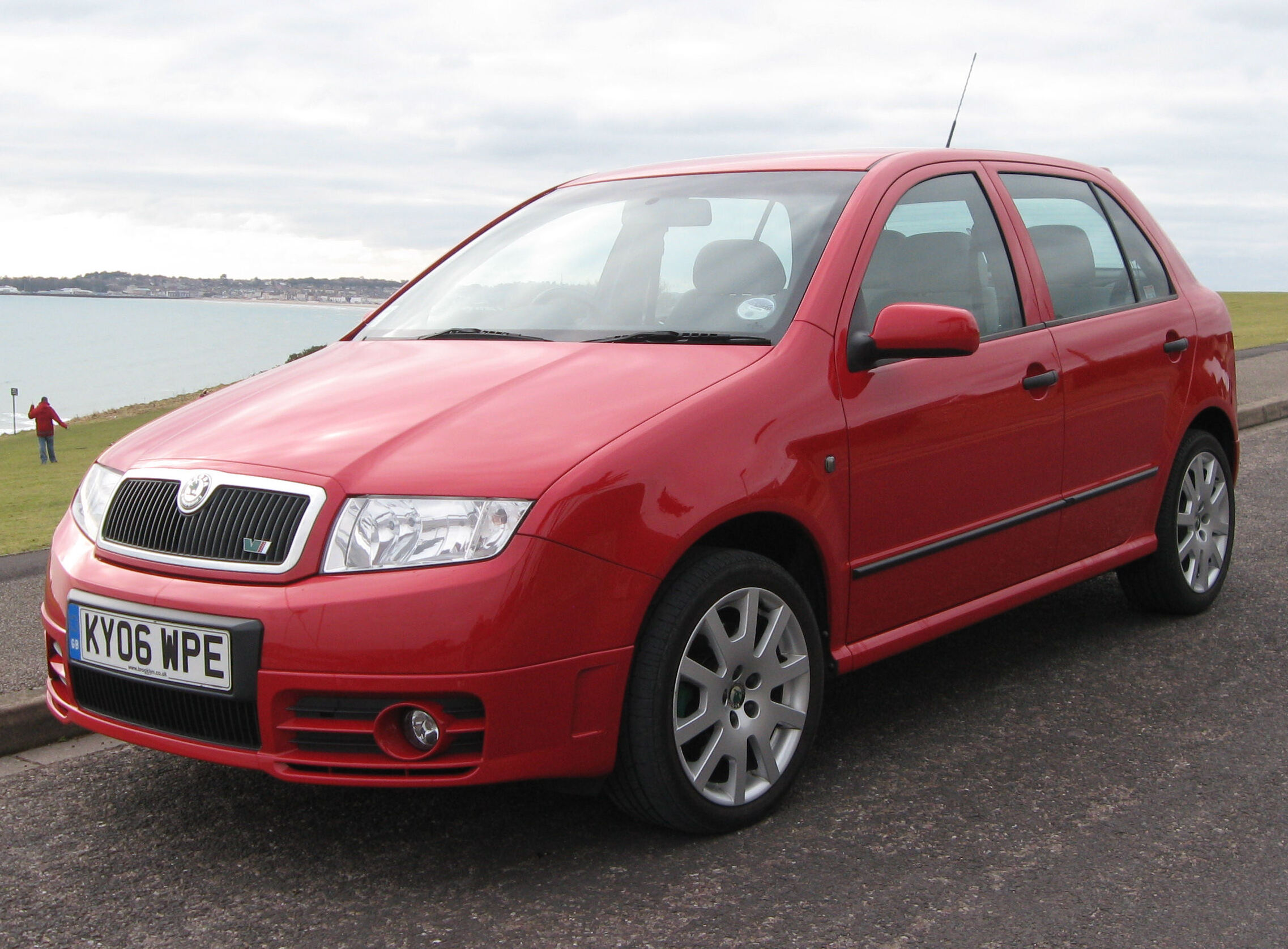
Škoda Fabia RS

### Škoda Fabia Praktik

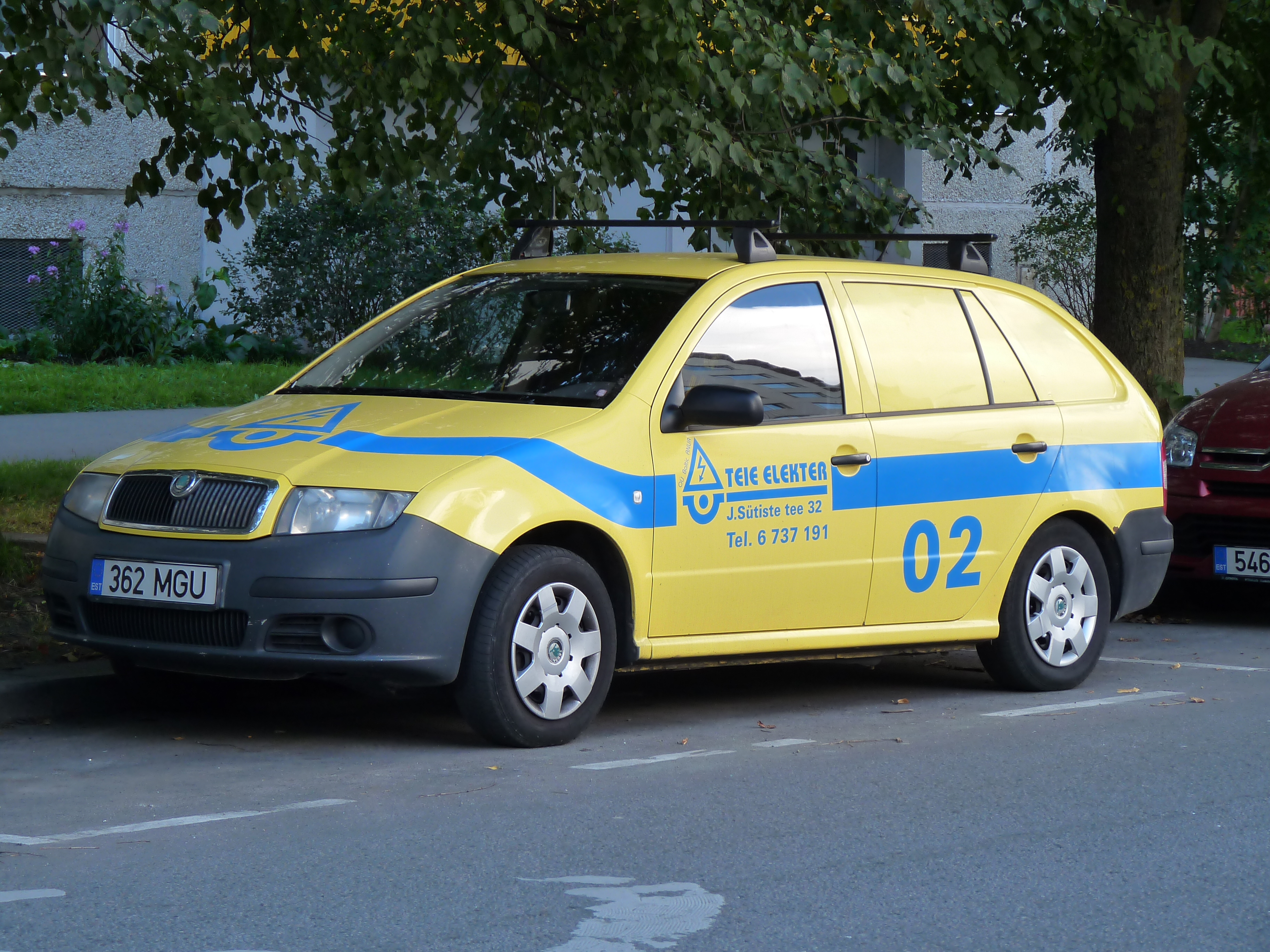
Fabia Praktik

Škoda Fabia Praktik je lehký užitkový automobil, který ve výrobním programu Škody Auto nahradil model Škoda Pickup. Vůz je odvozen z varianty kombi, je však pouze dvoumístný. Nákladní prostor je od sedadel oddělen v úrovni B sloupku pevnou stěnou, která má v horní části mříž. Fabia Praktik nemá lakované nárazníky a okenní otvory v zadních dveřích mají plechovou výplň. V souladu s legislativou jsou levé zadní dveře trvale uzavřeny, takže úložný prostor je přístupný pouze pravými zadními dveřmi a pátými dveřmi v zádi. Vůz byl vyráběn v letech 2002–2006 (v roce 2004 byl kvůli nízkému zájmu dočasně stažen z nabídky), celkem bylo vyrobeno 5821 kusů.[zdroj⁠?!]
V roce 2007 začala výroba jeho nástupce, modelu Škoda Praktik na bázi roomsteru.

#### Motory
- zážehové
  - 1,2 12V HTP 47 kW
  - 1,4 MPI 50 kW
- vznětový
  - 1,9 SDI 47 kW

## Škoda Fabia II
Škoda Fabia druhé generace (interní označení 5J) byla oficiálně představena na ženevském autosalonu v březnu 2007. Do prodeje byla uvedena v následujícím měsíci. Vůz je po A sloupek shodný s vozem Roomster. Vůz je postaven na stejné platformě jako první generace. Rozměrově se díky stejné platformě nijak zásadně neliší. Je o málo delší (+22 mm), vyšší (+47 mm), ale také o 4 mm užší. Zavazadelník narostl o 40 l na rovných 300. V září 2007 na autosalonu ve Frankfurtu byla představena karoserie kombi. V roce 2007 prošel vůz crash testem Euro NCAP se ziskem čtyř hvězdiček. Začátkem roku 2010 se představil faceliftovaný model Fabie II v obou karosářských verzích a Roomsteru současně. Změn proběhla spousta nejen v exteriéru, ale i v interiéru. Faceliftovaná Škoda Fabia dostala nové projektorové světlomety, kterými výrobce výrazně zlepšil svítivost, oproti verzi před faceliftem. Výraznou změnou bylo také přidání denního svícení, které se vměstnalo k mlhovce a tím lze použít do hlavních světel i vysoce svítivé žárovky H7 s menší životností.
Interiér se také proměnil. Po faceliftu dostala Fabia bílé podsvětlení palubní desky, rádia a automatické klimatizace, při vypnutých světlometech a svícení jen denními světly nově svítily jen ručičky otáčkoměru a rychloměru, byl přidán symbol zapnutého tempomatu a pozměněna grafika automatické klimatizace, která také přišla o tlačítko ECON. Nově byly sladěny také rámečky výdechů klimatizace do tmavé barvy spolu s palubní deskou a řadicí páka dostala novou hlavici. Ve verzi Elegance byly také přidány chromové prvky na otáčkoměru, rychloměru, výdeších klimatizace, na řadicí páce a také všech ovládacích knoflících. Interiér se tímto snažil alespoň lehce působit hodnotnějším dojmem.

### Fabia Scout

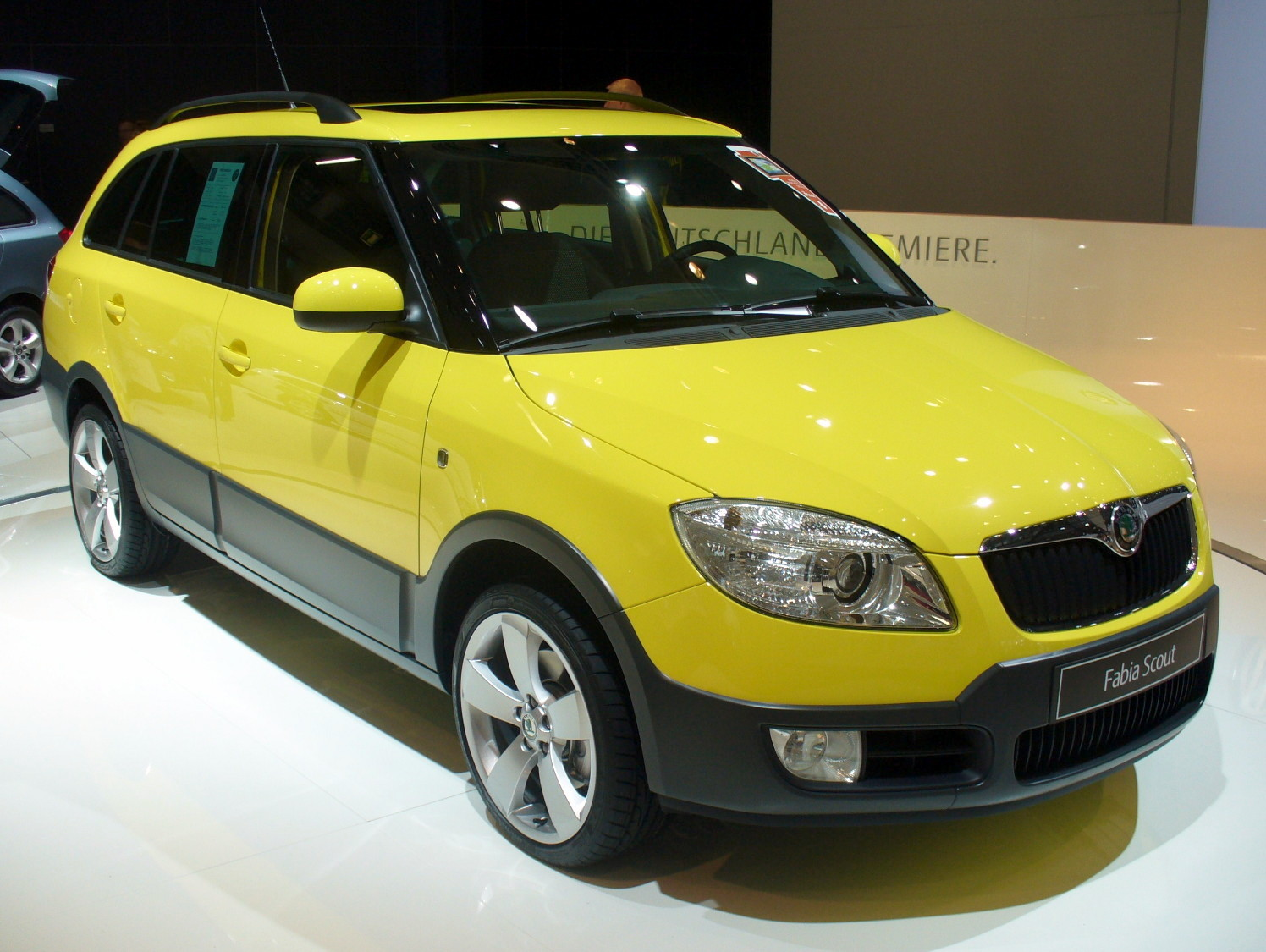
Fabia Scout 2009–2010

Fabia Scout je po Octavii a Roomsteru třetí z crossoverové řady Scout. Představila se na autosalonu v Ženevě v roce 2009. Má jinak tvarovaný nárazník, střešní nosič ve stříbrné barvě, kola z lehkých slitin, speciální čalounění, pedály s nerezovými plochami, mlhovky s corner designem a tónovaná skla. Náhon je pouze na přední kola, čímž zaostává za Octavií, která
disponovala 4 × 4. V roce 2010 byla představena modernizovaná verze s kulatými mlhovými světly, místo hranatých a přibyla i verze Scout s karoserií hatchback.

### Fabia II RS

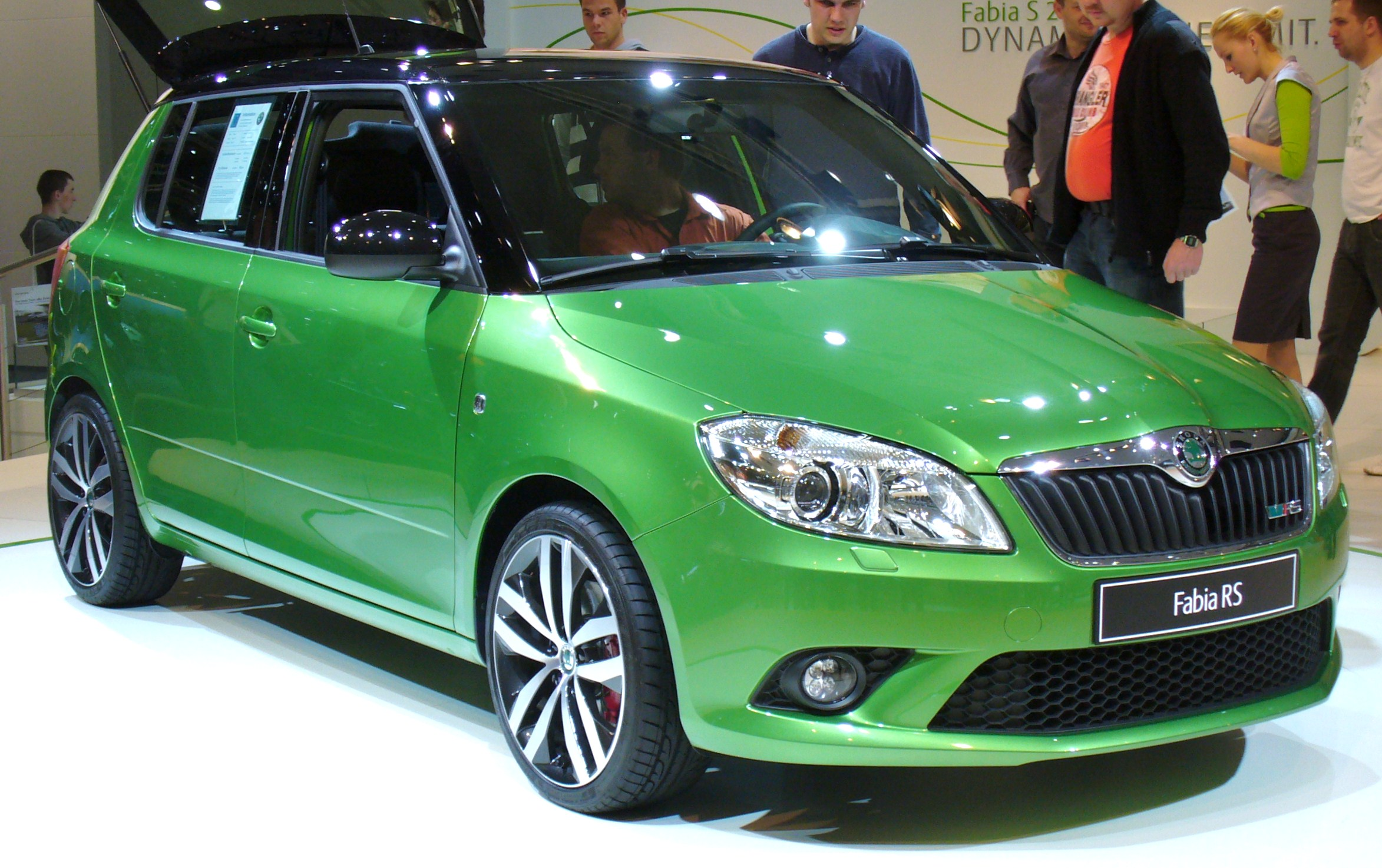
Fabia II RS

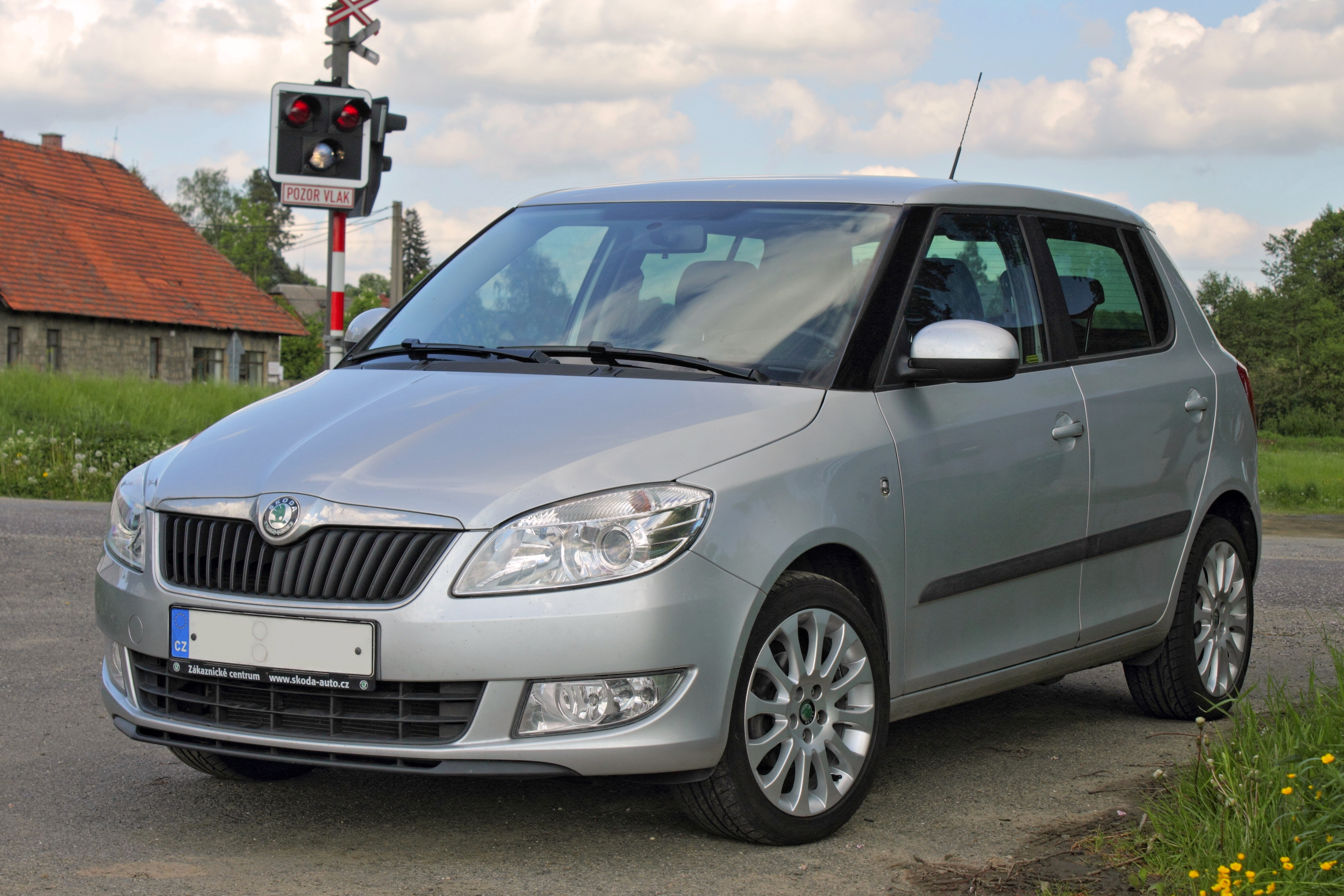
Fabia II (facelift 2010)

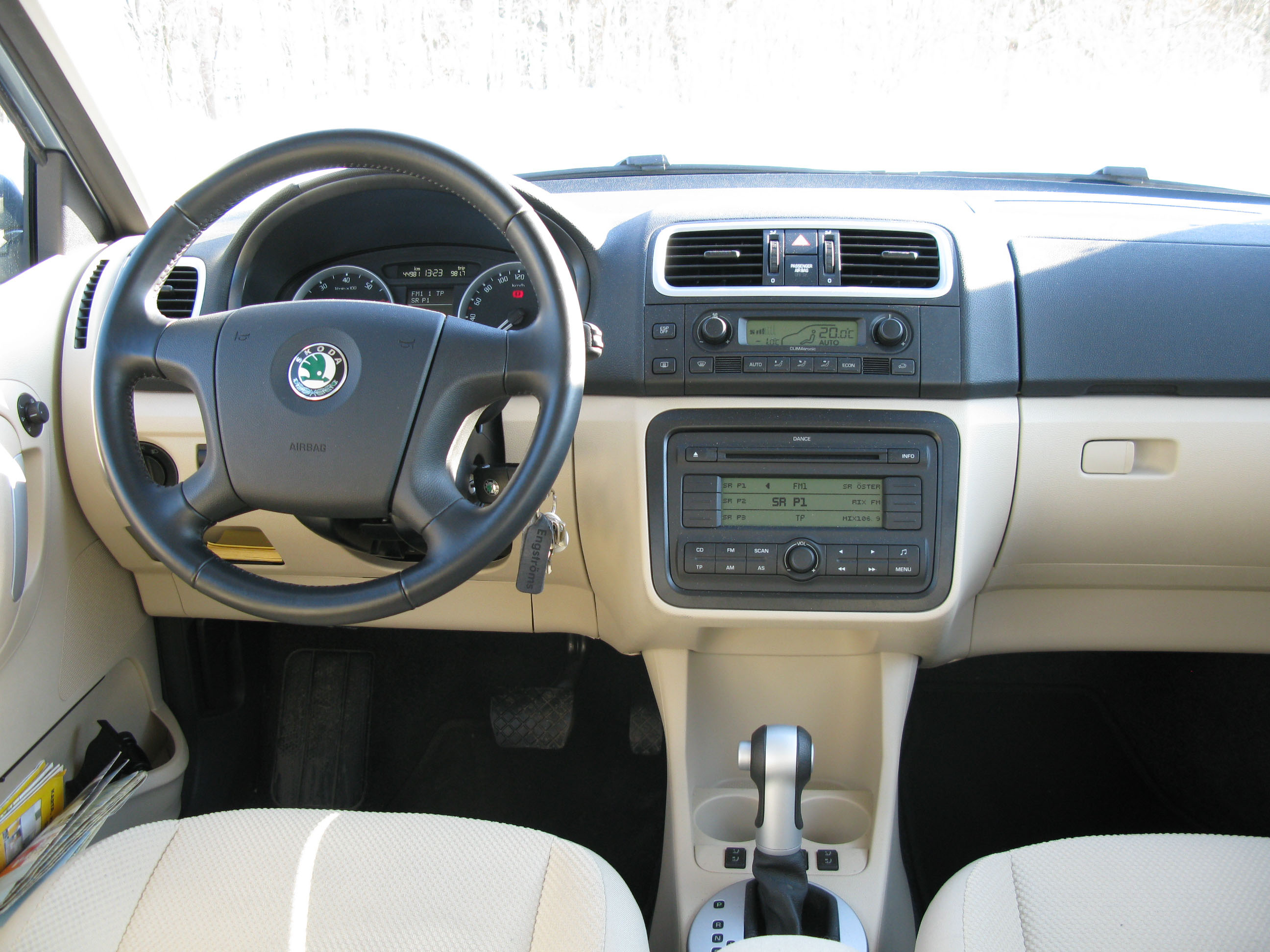
Fabia II – interiér (výbava Elegance)

V roce 2010 se představila Fabia II RS v obou karosářských verzích. Pohonnou jednotkou se stala turbem a kompresorem přeplňovaná 1,4 TSI (132 kW) spojená se 7stupňovou dvouspojkovou automatickou převodovkou DSG s možností sekvenčního řazení.

### Verze
- Easy
- Fabia (v základní výbavě například čtyři airbagy, ABS, posilovač řízení)
- Classic (později Active)
- Ambiente (později Ambition)
- Sport
- Sportline
- Elegance
- akční výbavy Magic, Tour,…

- Greenline – ekologicky šetrnější a úspornější vůz[23]
- RS – sportovní hatchback nebo kombi
- Scout – oplastované části karosérie, pohon pouze přední nápravy, karoserie Combi, od 2010 i hatchback
- Monte Carlo (2011–2014) – stylová edice

### Karosářské varianty
- Hatchback
- Combi

### Motory
- 1,2 HTP (44/51 kW) – od 2007
- 1,2 TSI (63/77 kW) – od 2010
- 1,4 16v (63 kW) – od 2007
- 1,4 TSI (132 kW) – od 2010, pro verzi RS
- 1,6 16v (77 kW) – 2007–2010
- 1,2 TDI CR (55 kW) – od 2010, pro ekologickou verzi GreenLine
- 1,4 TDI PD (51/59 kW) – 2007–2010
- 1,6 TDI CR (55/66/77 kW) – od 2010, od 2011 s jednohmotovým setrvačníkem
- 1,9 TDI PD (77 kW) – 2007–2010

| Model                    | Rok výroby | Počet válců | Počet ventilů | Zdvihový objem | Zrychlení                          | Maximální rychlost                                | Spotřeba l/100 km*                             | Emise g/km             | Norma | Výkon                   | Točivý moment                                         | Pohotovostní hmotnost                             |
| ------------------------ | ---------- | ----------- | ------------- | -------------- | ---------------------------------- | ------------------------------------------------- | ---------------------------------------------- | ---------------------- | ----- | ----------------------- | ----------------------------------------------------- | ------------------------------------------------- |
| 1,2 HTP 6 V              | do 2010    | R3          | 6 V           | 1 198          | 16,5 (** 16,8)                     | 155 km/h (** 156 km/h)                            | 7,8/4,8/5,9                                    | 140                    | EU4   | 44 kW při 5 200 ot/min  | 108 Nm při 3 000 ot/min                               | 1 040 kg (** 1 065 kg)                            |
| 1,2 HTP 6 V              |            | R3          | 6 V           | 1 198          | 16,5 (** 16,7)                     | 155 km/h (** 156 km/h)                            | 7,5/4,7/5,7                                    | 132                    | EU5   | 44 kW při 5 200 ot/min  | 108 Nm při 3000 ot/min                                | 1 090 kg (** 1110 kg)                             |
| 1,2 HTP 12 V             | do 2010    | R3          | 12 V          | 1 198          | 14,9 (** 15,1)                     | 164 km/h                                          | 7,7/4,9/5,9                                    | 140                    | EU4   | 51 kW při 5 400 ot/min  | 112 Nm při 3 000 ot/min                               | 1 050 kg (** 1070 kg)                             |
| 1,2 HTP 12 V             |            | R3          | 12 V          | 1 198          | 14,9 (** 15,0)                     | 163 km/h (** 164 km/h)                            | 7,3/4,5/5,5 (*** 6,8/4,3/5,2)                  | 128 (*** 119)          | EU5   | 51 kW při 5 400 ot/min  | 112 Nm při 3 000 ot/min                               | 1 095 kg (** 1 115 kg)                            |
| 1,2 TSI                  |            | R4          |               | 1 197          | 11,7 (** 11,8)                     | 177 km/h (** 178 km/h)                            | 6,6/4,4/5,2 (*** 6,3/4,4/5,1)                  | 121 (*** 117)          | EU5   | 63 kW při 4 800 ot/min  | 160 Nm při 1500–3 500 ot/min                          | 1 116 kg (** 1 136 kg)                            |
| 1,2 TSI                  |            | R4          |               | 1 197          | 10,1 (**10,2) / 7DSG 10,2 (**10,3) | 191 km/h (**193 km/h) 7DSG 189 km/h (**190 km/h)  | 6,8/4,5/5,3 (*** 6,3/4,4/5,1) 7DSG 7,0/4,4/5,3 | 124 (*** 117) 7DSG 124 | EU5   | 77 kW při 5 000 ot/min  | 175 Nm při 1 550–4 100 ot/min                         | 1 130 kg (** 1 150 kg) 7DSG + 34 kg               |
| 1,4 16 V                 | do 2010    | R4          | 16 V          | 1 390          | 12,3 (** 12,7)                     | 174 km/h (** 175 km/h)                            | 8,6/5,3/6,5                                    | 155                    | EU4   | 63 kW při 5 000 ot/min  | 132 Nm při 3 800 ot/min                               | 1 060 kg (** 1 075 kg)                            |
| 1,4 TSI 7DSG             |            | R4          | 16 V          | 1 390          | 7,3                                | 224 km/h (** 226 km/h)                            | 7,7/5,2/6,2                                    | 148                    | EU5   | 132 kW při 6 200 ot/min | 250 Nm při 2 000–4 500 ot/min                         | 1 318 kg (** 1 313 kg)                            |
| 1,6 16 V                 | do 2010    | R4          | 16 V          | 1 598          | 10,1 (** 10,4) 6TT 11,5 (** 11,8)  | 190 km/h (** 192 km/h) 6TT 185 km/h (** 186 km/h) | 9,3/5,5/6,9 6TT 10,2/6,1/7,6)                  | 165 6TT 181            | EU4   | 77 kW při 5 600 ot/min  | 153 Nm při 3 800 ot/min                               | 1 070 kg (** 1 090 kg) 6TT 1 115 kg (** 1 135 kg) |
| 1,2 TDI-CR DPF GreenLine |            | R3          | 6 V           | 1 199          | 14,3 (** 14,3)                     | 172 km/h                                          | 4,1/3,0/3,4                                    | 89                     | EU5   | 55 kW při 4 200 ot/min  | 180 Nm při 2 000 ot/min                               | 1 203 kg (** 1 219 kg)                            |
| 1,4 TDI-PD               | do 2010    | R3          | 6 V           | 1 422          | 14,8 (** 15,4)                     | 163 km/h (** 164 km/h)                            | 6,0/4,2/4,8                                    | 127                    | EU4   | 51 kW při 4 000 ot/min  | 155 Nm při 1 600–2 800 ot/min                         | 1 125 kg (** 1 145 kg)                            |
| 1,4 TDI-PD (DPF)         | do 2010    | R3          | 6 V           | 1 422          | 13,2 (** 13,7)                     | 172 km/h (** 173 km/h)                            | 5,7/4,0/4,6 (DPF 6,0/4,1/4,8)                  | 120 (DPF 127)          | EU4   | 59 kW při 4 000 ot/min  | 195 Nm při 2 200 ot/min                               | 1 130 kg (** 1 150 kg)                            |
| 1,6 TDI-CR DPF           |            | R4          | 8 V           | 1 598          | 14,1 (** 14,2)                     | 166 km/h (** 167 km/h)                            | 5,1/3,6/4,2                                    | 109                    | EU5   | 55 kW při 4 000 ot/min  | 195 Nm při 1 500–2 000 ot/min                         | 1 204 kg (** 1 224 kg)                            |
| 1,6 TDI-CR DPF           |            | R4          | 8 V           | 1 598          | 12,6 (** 12,7)                     | 176 km/h (** 177 km/h)                            | 5,1/3,6/4,2                                    | 109                    | EU5   | 66 kW při 4 200 ot/min  | 230 Nm při 1 500–2 500 ot/min                         | 1 204 kg (** 1 224 kg)                            |
| 1,6 TDI-CR DPF           |            | R4          | 8 V           | 1 598          | 10,9 (** 11,0)                     | 188 km/h (** 190 km/h)                            | 5,1 3,6/4,2                                    | 109                    | EU5   | 77 kW při 4 400 ot/min  | 250 Nm při 1 500–2 500 ot/min                         | 1 219 kg (** 1 239 kg)                            |
| 1,9 TDI-PD (DPF)         | do 2010    | R4          | 8 V           | 1 896          | 10,8 (** 11,0)                     | 190 km/h (** 191 km/h)                            | 6,4/4,1/4,9 (DPF 6,5/4,1/5,1)                  | 129 (DPF 135)          | EU4   | 77 kW při 4 000 ot/min  | 240 Nm při 1 800 ot/min (DPF 240 Nm při 1 900 ot/min) | 1 170 kg (** 1 190 kg)                            |

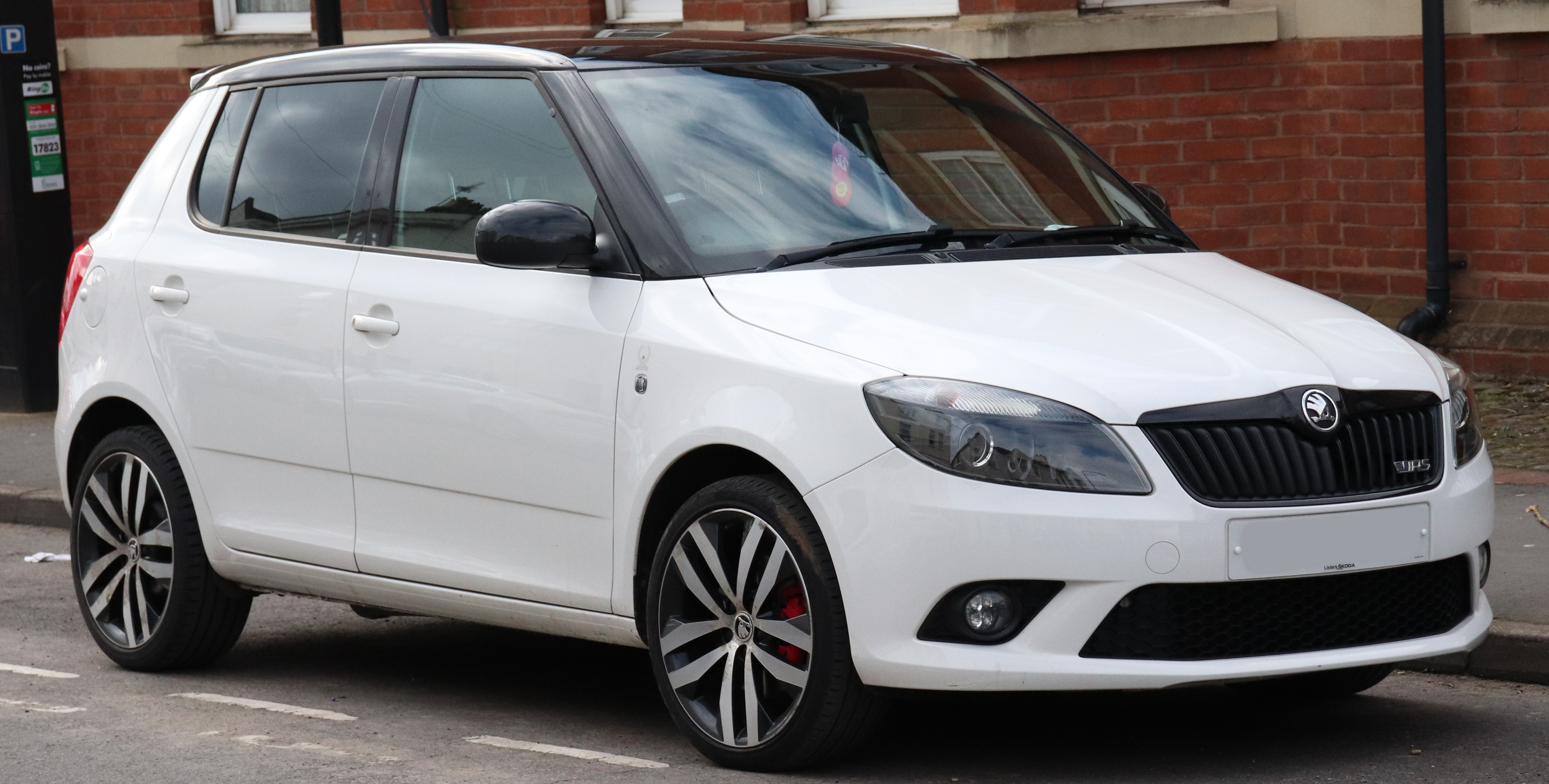
Fabia II RS

*Spotřeba dle normy 99/100, údaje ve formátu „město / mimo město / kombinovaná“
**verze Combi
***ekologická verze Green tec
6TT – 6stupňová automatická převodovka Tiptronic
7DSG – 7stupňová automatická převodovka DSG

## Škoda Fabia III
Škoda Fabia třetí generace (interní označení SK260) byla představena začátkem října 2014 na Pařížském autosalonu. V ČR se prodej spustil 11. listopadu. Po designové stránce má nová Fabia oproti druhé generaci sportovnější vzhled, je o devět centimetrů širší, o tři centimetry nižší a má o 19 mm větší rozvor náprav.
V nabídce jsou kola o rozměrech 14 až 17 palců. Poprvé se v modelu Fabia objevuje systém nouzového brzdění Front Assist, adaptivní tempomat nebo také Asistent pro rozpoznání únavy řidiče. Poprvé chybí sportovněji založená verze RS, a také chybí xenonové světlomety, které například první generace měla. Nahrazují je projektorové světlomety.
Cena Fabie III hatchback startovala na 279 900 Kč, kombi pak na 329 900 Kč. V roce 2021 Fabii combi Tour s motorem 1.0 TSI 70 kW (95 koní) ve výbavě Active v barvě Modrá Energy s 15'' ocelovými koly stála 334 900 Kč. Základní výbava combi Tour Active: elektrické ovládání oken vpředu, 6,5'' infotainment, černý střešní nosič a víčko nádrže se škrabkou na led.
Provedení kombi přišlo až počátkem roku 2015. V červnu 2015 možnost navigace jako příplatkové výbavy. V roce 2016 automobilka uvedla verzi Scoutline a ukončila nabídku 1.4TDI pro variantu Monte Carlo. Nově šlo objednat příplatek v podobě adaptivního tempomatu a parkovací kamery a odstřikovače. V dalším roce 2017 byl uveden limitovaný model R5 s motorem 1.4TSI 92kw, kterého se vyrobilo pro český trh jen 300ks.

### Facelift 2018
V září 2018 byl představen facelift, který kromě upravených nárazníků, světlometů a jinak tvarované masky chladiče, přinesl lepší výbavu již od základu. Fabia také dostala zcela nové prvky výbavy, jako full LED světlomety, hlídání mrtvého úhlu, možnost až 18" kol, pulzní ovládání všech elektrických oken, aj. Designové změny se odehrály i v interiéru, kde přibyla možnost nových dekorů palubní desky, potahů, či například černé stropnice. Oba TSI agregáty zároveň obdržely filtr pevných částic z důvodu nových emisních měření WLTP. Zároveň v únoru došlo k ukončení nabídky 1.4TDI.
V roce 2019 končí nabídka motoru 1.0MPI 55kw a pokračuje nabídka jenom slabší 44kw verze. Zároveň končí 1.0TSI 81kw s DSG. Uveden černý packet, který obsahoval černou masku, zrcátka a litá kola. V následujícím roce 2020 dostává rádio DAB a místo loga Škody je na pátých dveřích zde nápis.
V červnu 2021 končí výroba hatchbacků, combi je k prodeji dál ve variantě tour s motorem 1.0TSI 70kw s manuální převodovkou nebo DSG. V listopadu roku 2022 končí výroba třetí generace Fabie.

### Výbavy
- Active
- Ambition
- Joy (nenabízí se pro tuzemský trh)
- Style
- Scoutline (pouze pro Combi)
- Monte Carlo (sportovněji založená verze)
- Trumf (akční výbava)

### Motory

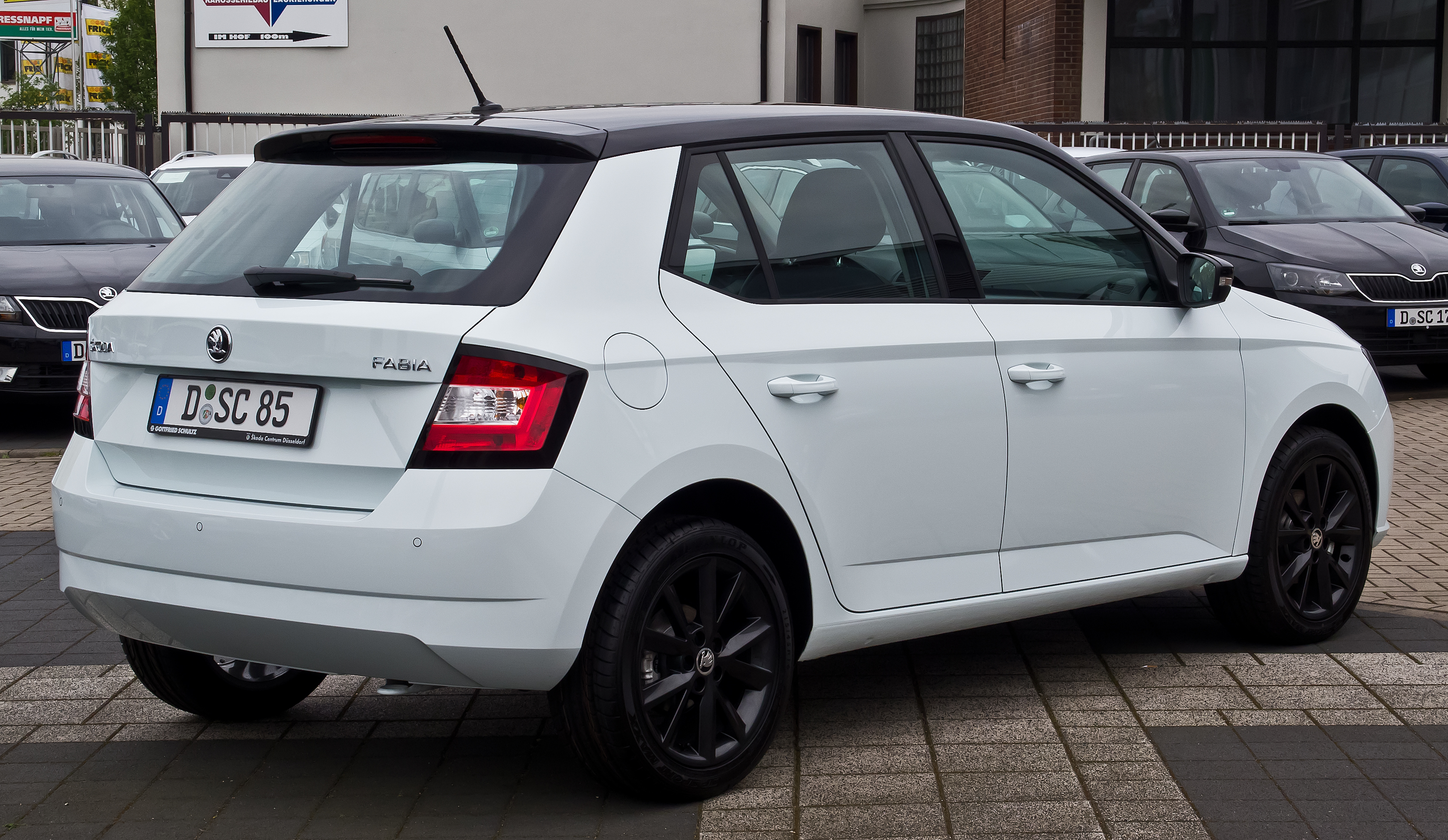
Fabia III – zadní pohled

Paleta nových benzinových motorů generace EA211, vycházející z techniky MQB, zahrnuje jednotky se třemi a čtyřmi válci. Tříválce 1,0 MPI mají nepřímé vstřikování paliva, tříválce 1,0 TSI a čtyřválce 1,2 TSI jsou vybaveny přímým vstřikováním paliva a jsou přeplňovány turbodmychadlem. Výkonové spektrum nabízených motorů sahá od 44 kW až do 81 kW. Pro naftovou motorizaci lze zvolit jednu ze tří výkonových variant nového tříválce 1,4 TDI s blokem motoru z hliníkové slitiny. Ve všech případech se jedná o turbodmychadlem přeplňovaný agregát s přímým vstřikováním paliva Common Rail.
Od jara 2017 nahrazuje benzínový motor 1,2 TSI motor 1,0 TSI. Ten se pojí výhradně s pětistupňovou převodovkou (70 kW verze), nebo šestistupňovou převodovkou či sedmistupňovou dvojspojkovou převodovkou DSG (81 kW verze).
Veškeré motorizace splňují emisní normu Euro 6, která vstoupila v platnost 1. září 2014. Vznětové motorizace jsou proto vybaveny oxidačním katalyzátorem, filtrem pevných částic DPF, systémem Start/Stop, rekuperací brzdné energie apod.
| Model                                              | Počet válců | Počet rychlostí | Zdvihový objem | Typ motoru   | Zrychlení      | Maximální rychlost     | Spotřeba l/100 km*           | Emise g/km | Norma | Výkon                        | Točivý moment                 | Pohotovostní hmotnost  |
| -------------------------------------------------- | ----------- | --------------- | -------------- | ------------ | -------------- | ---------------------- | ---------------------------- | ---------- | ----- | ---------------------------- | ----------------------------- | ---------------------- |
| 1,0 MPI                                            | R3          | 5M              | 999            | atmosférický | 15,7           | 160 km/h               | 5,7/4,1/4,7                  | 106        | EU6   | 44 kW při 5 000–6 000 ot/min | 95 Nm při 3 000–4 300 ot/min  | 1 055 kg               |
| 1,0 MPI (do roku 2019)                             | R3          | 5M              | 999            | atmosférický | 14,7 (** 14,9) | 172 km/h (** 175 km/h) | 5,8/4,2/4,8                  | 108        | EU6   | 55 kW při 6 200 ot/min       | 95 Nm při 3 000–4 300 ot/min  | 1 055 kg (** 1 079 kg) |
| 1,0 TSI (od roku 2017)                             | R3          | 5M              | 999            | přeplňovaný  | 10,6 (** 10,8) | 185 km/h (** 187 km/h) | 5,2/3,9/4,4                  | 101        | EU6   | 70 kW při 5 000–5 500 ot/min | 160 Nm při 1 500–3 500 ot/min | 1 110 kg (** 1 134 kg) |
| 1,0 TSI (od roku 2017)                             | R3          | 6M, 7DSG        | 999            | přeplňovaný  | 9,5 (** 9,6)   | 196 km/h (** 199 km/h) | 5,4/3,9/4,4                  | 103        | EU6   | 81 kW při 5 000–5 500 ot/min | 200 Nm při 2 000–3 500 ot/min | 1 130 kg (** 1 154 kg) |
| 1,2 TSI (do roku 2017)                             | R4          | 5M              | 1 197          | přeplňovaný  | 10,9 (** 11)   | 182 km/h (** 185 km/h) | 6,0/4,0/4,7                  | 107        | EU6   | 66 kW při 4 400–5 400 ot/min | 160 Nm při 1 400–3 500 ot/min | 1 109 kg (** 1 133 kg) |
| 1,2 TSI (do roku 2017)                             | R4          | 6M, 7DSG        | 1 197          | přeplňovaný  | 9,4 (** 9,6)   | 196 km/h (** 199 km/h) | 6,1/4,0/4,8 (** 5,8/4,1/4,7) | 110        | EU6   | 81 kW při 4 600–5 600 ot/min | 175 Nm při 1 400–4 000 ot/min | 1 129 kg (** 1 153 kg) |
| 1,4 TSI (limitovaná edice R5, 300 ks pro ČR, 2018) | R4          | 7DSG            | 1 395          | přeplňovaný  | 8,8            | 203 km/h               | 6,2/4,2/4,9                  | 115        | EU6   | 92 kW při 5 000–6 000 ot/min | 200 Nm při 1 400–4 000 ot/min | 1 182 kg               |
| 1,4 TDI CR (do roku 2018)                          | R3          | 5M, 7DSG        | 1 422          | přeplňovaný  | 11,1 (** 11,3) | 182 km/h (** 184 km/h) | 4,0/3,1/3,4                  | 88         | EU6   | 66 kW při 3 000–3 250 ot/min | 230 Nm při 1 750–2 500 ot/min | 1 156 kg (** 1 180 kg) |
| 1,4 TDI CR (do roku 2018)                          | R3          | 5M              | 1 422          | přeplňovaný  | 10,1 (** 10,2) | 193 km/h (** 196 km/h) | 3,9/3,3/3,5                  | 90         | EU6   | 77 kW při 3 500–3 750 ot/min | 250 Nm při 1 750–2 500 ot/min | 1 165 kg (** 1 189 kg) |

*Spotřeba dle normy 99/100, údaje ve formátu "město / mimo město / kombinovaná"
**verze Combi
| Fabia III 1.0 MPI (facelift 2018) | Fabia III 1.0 TSI (facelift 2018) | Fabia III 1.2 TSI Combi | Fabia III 1.0 MPI / Fabia III 1.0 TSI |
| --------------------------------- | --------------------------------- | ----------------------- | ------------------------------------- |

## Škoda Fabia IV

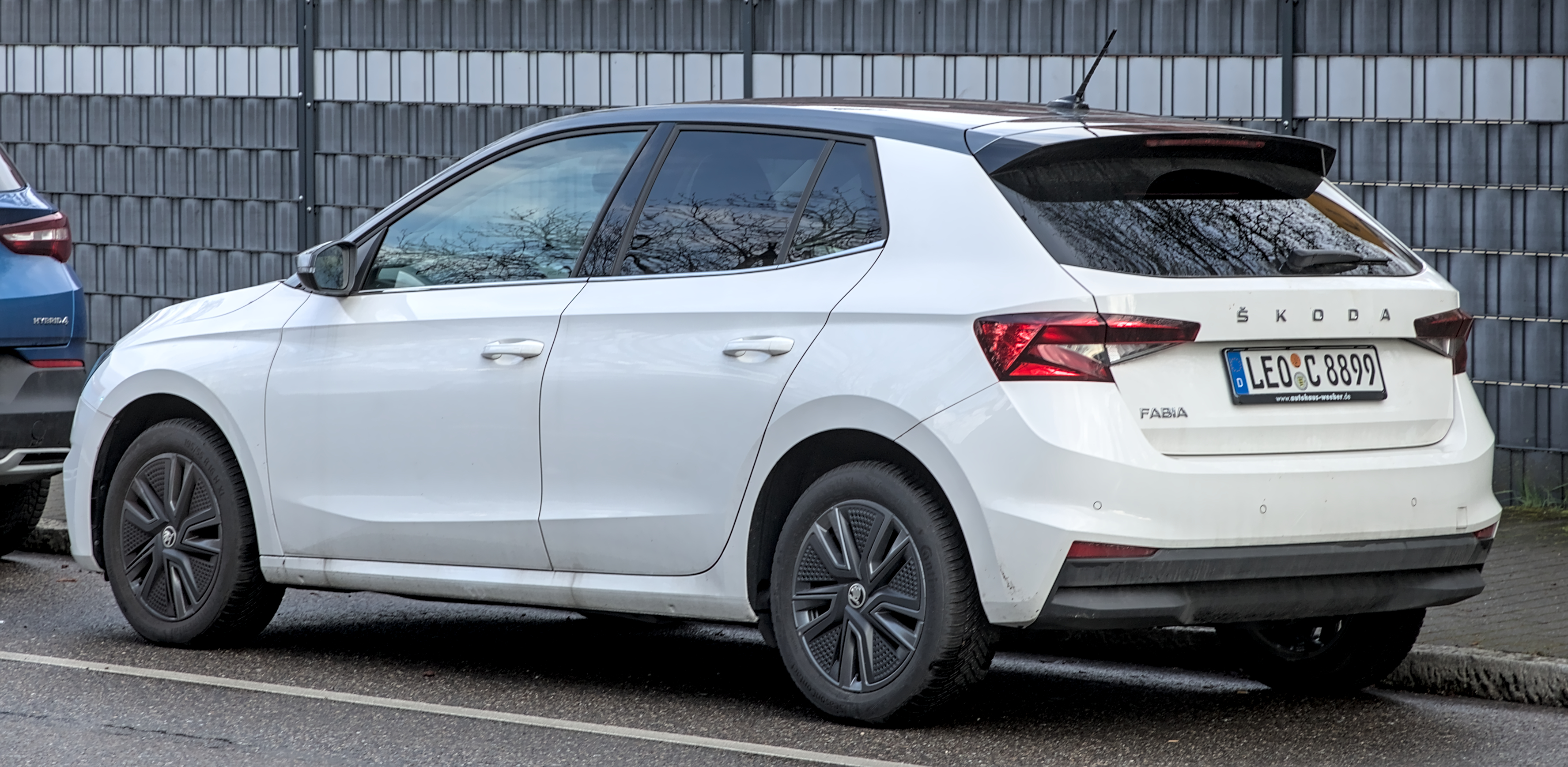
Fabia IV – zadní pohled

Škoda Fabia IV byla představena na jaře 2021 v provedení hatchback. Na českém trhu se začala oficiálně prodávat ve čtvrtek 16. září 2021. Původně se počítalo rovněž s verzí kombi, jeho projekt byl ale v srpnu 2021 zrušen. Fabia IV hatchback o něco delší, se zavazadlovým prostorem zvětšeným o 50 litrů na 380 l. Je postavena na platformě MQB A0, kterou již využívají stávající generace vozů Volkswagen Polo, Seat Ibiza nebo Škoda Scala. Škoda ve své tiskové zprávě zmiňuje také skutečnost, že vůz již není nabízen s naftovým pohonem. Motory jsou spřaženy s pětistupňovou a šestistupňovou manuální nebo se sedmistupňovou dvouspojkovou převodovkou DSG. Design automobilu navrhoval tým Olivera Stefaniho.

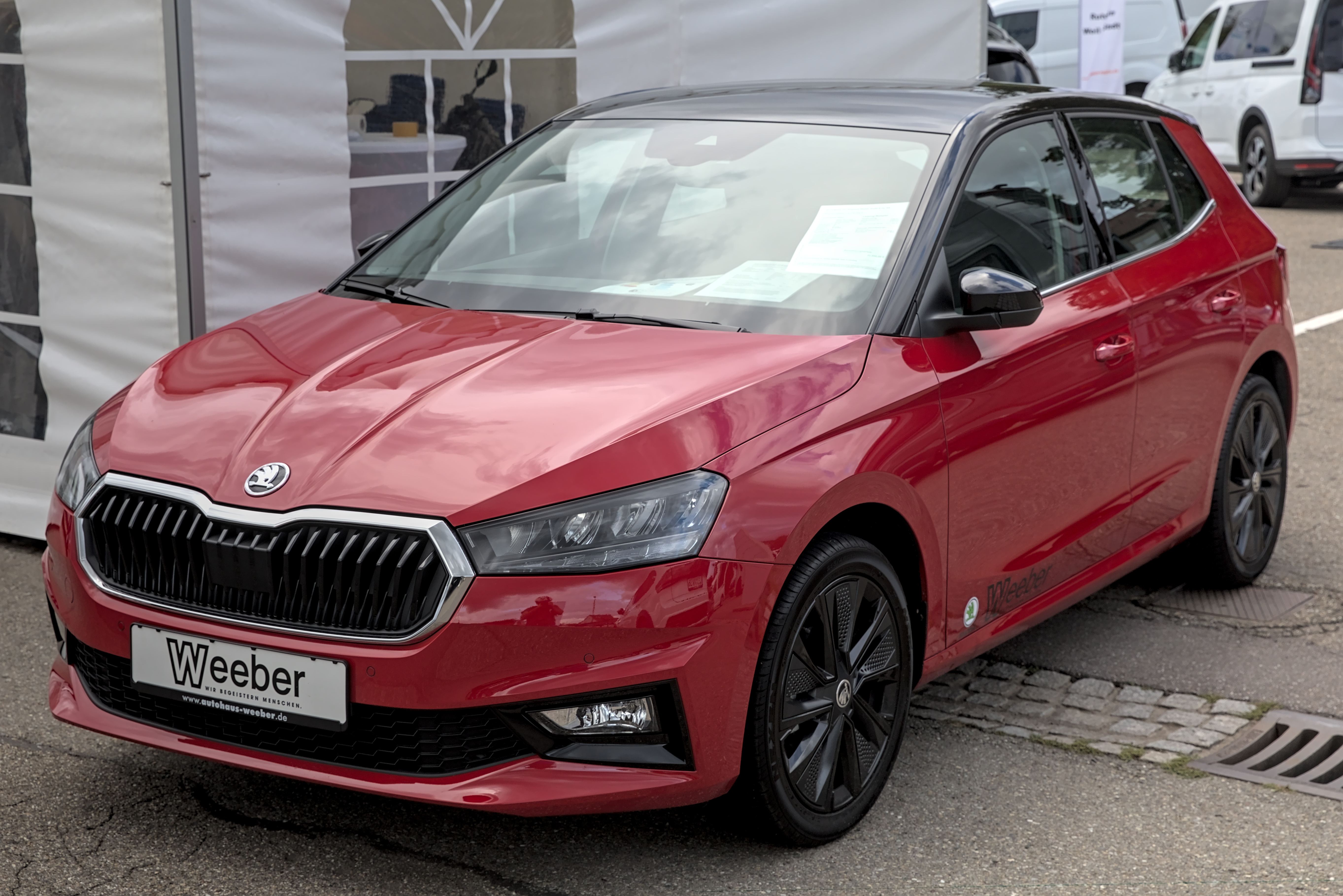
Škoda Fabia IV
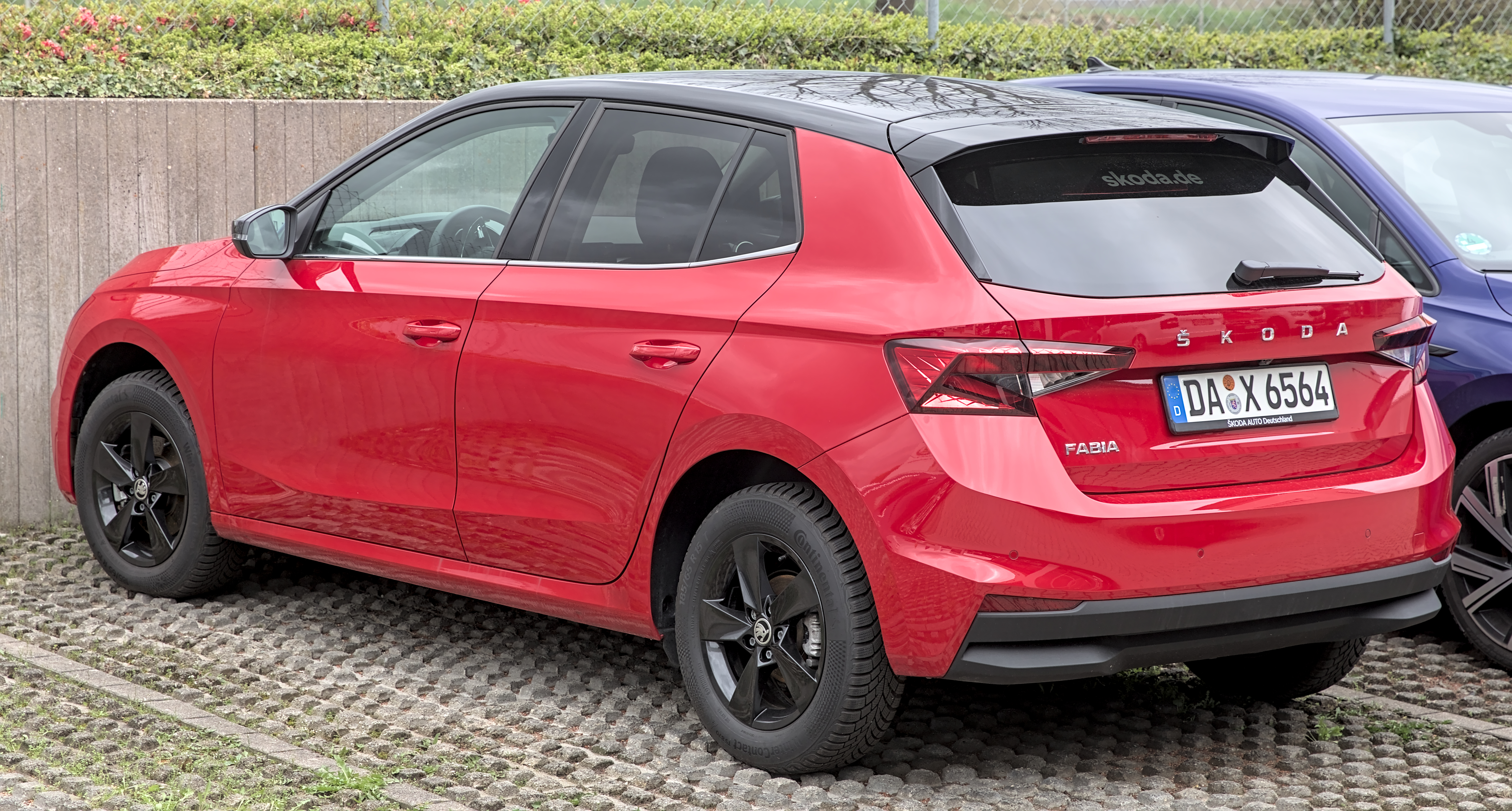
Škoda Fabia IV

### Výbavy
- Go (na některých trzích)
- Ambition (do konce r. 2023)
- Selection (od začátku r. 2024)
- Style (do konce r. 2023)
- Top Selection (od začátku r. 2024)
- Monte Carlo

### Motory
| Model       | Počet válců | Zdvihový objem | Zrychlení | Maximální rychlost | Spotřeba l/100 km* | Emise g/km | Norma | Výkon                | Točivý moment        | Pohotovostní hmotnost |
| ----------- | ----------- | -------------- | --------- | ------------------ | ------------------ | ---------- | ----- | -------------------- | -------------------- | --------------------- |
| 1.0MPI 5M   | R3          | 999            | 15,9      | 172                | 5,1                | 114–124    | EU6   | 48 kW při 5500       | 93 Nm při 3000       |                       |
| 1.0MPI 5M   | R3          | 999            | 15,7      | 175                | 5,2-5,3            | 117–121    | EU6   | 59 kW při 6300       | 93 Nm při 3700–3900  | 1084                  |
| 1.0 TSI 5M  | R3          | 999            | 10,7      | 190                | 5,0-5,2            | 114–117    | EU6   | 70 kW při 5000–5500  | 175 Nm při 1600–3000 | 1115                  |
| 1.0TSI 6M   | R3          | 999            | 9,3       | 202                | 5,0-5,1            | 113–116    | EU6   | 85 kW při 5500       | 200 Nm při 2000–3000 | 1130                  |
| 1.0TSI 7DSG | R3          | 999            | 9,7       | 202                | 5,2-5,3            | 118–121    | EU6   | 85 kW při 5500       | 200 Nm při 2000–3000 | 1149                  |
| 1.5TSI 7DSG | R4          | 1498           | 8,0       | 222                | 5,3-5,6            | 119–127    | EU6   | 110 kW při 5000–6000 | 250 Nm při 1500–3500 | 1187                  |

## Závodní verze
Škoda Fabia posloužila jako základ několika závodním automobilům pro rallye. Na základě první generace byla postaven vůz Kit Car a WRC. Automobilka pořádala v rámci Mistrovství České republiky i vlastní Fabia Rallye Cup se shodnými vozy. Na základě druhé generace byl postaven speciál Fabia S2000, který startuje v šampionátu IRC s továrním týmem a v šampionátu SWRC v týmu Red Bull Škoda podporovaným továrním týmem a se soukromými jezdci. Další variantou z druhé generace je soutěžní Škoda Fabia R2.

### Škoda Fabia WRC

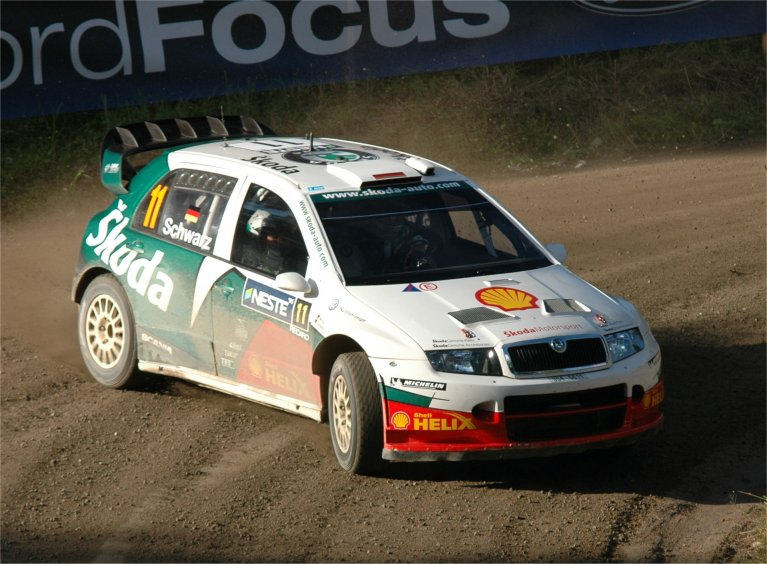
Fabia WRC v roce 2005

Závodní verze WRC byla představena na Ženevském autosalonu v roce 2003. Jednalo se o jeden z prvních vozů v kategorii, který měl systém řízení diferenciálů UNIC, který dokázal pohánět každé kolo zvlášť. K pohonu sloužil stejně jako u Octavie WRC přeplňovaný dvacetiventilový motor od Audi. Vůz byl v polovině sezony nasazen do mistrovství světa v roce 2003, konkrétně na Německou rallye, kde ani jeden vůz nedokončil pro poruchu motoru. Vozy odstoupily i ve Finsku, kde ale Didier Auriol odstoupil ze zdravotních důvodů. První dokončenou soutěží se stala Australská rallye 2003, kde Toni Gardemeister skončil jedenáctý a Auriol dvanáctý. Na následující soutěží, Rallye San Remo 2003 získal Auriol poprvé bod do hodnocení značek a další dva přidal na Britské rallye.
Pro sezonu mistrovství světa v rallye 2004 se do týmu místo Auriola vrátil Armin Schwarz. Tým se účastnil jen sedmi soutěží. Na Acropolis rallye 2004 nedojel ani jeden vůz. Ve Finsku startovaly tři vozy a nejlépe dojel na šesté pozici Jani Paasonen, sedmý skončil Gardemeister a dvanáctý Schwarz. V Německu dojel Gardemeister sedmý a Schwarz jedenáctý. Velšskou rallye dokončil jen Gardemeister na 22. pozici. Na Sardinii nedokončil opět ani jeden vůz. Na Korsice byl Schwarz osmý a Gardemeister devátý, což zopakoval i v Katalánsku, kde Schwarz skončil jedenáctý.
V sezoně mistrovství světa v rallye 2005 Gardemeister opustil tým a tak se na pozici týmově dvojky střídali Jani Paasonen a Janne Tuohino na šotolině, a Alex Bengue a Jan Kopecký na asfaltu. Na Rallye Monte Carlo 2004 dojel Bengue devátý a Schwarz havaroval a nemohl startovat ve Švédsku. Tam byl devátý Paasonen a desátý náhradník Mattias Ekström. Mexická rallye 2005 se stala premiérou pro verzi EVO 2. Schwarz dojel devátý a Paasonen třináctý. Na Rallye Nový Zéland dojel pouze Schwarz na desáté pozici. Na Sardinské rallye 2005 dojel Tuhino třináctý. Tuto pozici získal Schwarz na Kypru, kde byl Tuohino devátý. Opět třináctou pozici obsadil Tuhino v Turecku. V Argentině dojel Schwarz šestnáctý a ve Finsku jedenáctý za Tuohinem. Německou rallye nedokončil ani jeden vůz, ale v Británii skončil sedmý Colin McRae a třináctý Schwarz. Japonská rallye 2005 přinesla Schwarzovi desátou pozici. Na Korsice dojel šestý Bengue a dvanáctý Kopecký. V Katalánsku skončil Kopecký osmý a Schwarz jedenáctý. Australská rallye 2005 znamenala senzaci, když McRae byl s Fabii po první etapě třetí a po druhé druhý. Po nařízené preventivní výměně převodovky ze soutěže odstoupil. Dodnes se spekuluje, že se jednalo o záměr ze strany Dietmara Metricha, šéfinženýra týmu, který neúspěšnou výměnu převodovky nařídil. Armin Schwarz zde za osmé místo získal jediný bod v sezoně a oznámil ukončení kariéry. Z mistrovství se stáhl i tovární tým.
V sezoně mistrovství světa v rallye 2006 se Fabie objevily v soukromém týmu Red Bull, kde startovali Andreas Aigner, Gilles Panizzi a Harri Rovanpera. Soukromě na deseti soutěžích startoval i Kopecký s vlastním týmem. Několik startů měl v plánu i Francois Duval v týmu First Motorsport. Mezi nejlepší umístění patří Kopeckého pátá pozice z Katalánska a šesté místo Duvala ze stejné soutěže. Dále Duvalovo osmé místo ze Sardinie, šesté místo v Německu pro Aignera a sedmé Kopeckého. Osmá pozice ve Finsku, kterou získal opět Kopecký a v Británii, kde ji vybojoval Duval.
V sezoně mistrovství světa v rallye 2007 startoval Kopecký na jedenácti soutěžích a několikrát se objevil i Duval. Kopecký skončil osmý na Rallye Monte Carlo 2007 a v Norsku a sedmý na Acropolis rallye 2007 a na Korsice. Nejlepším výsledkem sezony byla pátá pozice z Německa. Tato sezona byla poslední, které se vůz účastnil pravidelně.
Technické údaje
- motor: přeplňovaný o objemu 1999 cm³
- uložení: vpředu napříč
- typ rozvodu: DOHC
- pohon: pohon všech kol
- počet válců: 4
- počet ventilů: 20
- maximální výkon / ot.: 221 kW při 5500 ot/min
- maximální toč. moment / ot.: 600 Nm při 3000 ot/min
- převodovka: 6 stupňů + 1 zpáteční, sekvenční a poloautomat pod volantem.
- maximální rychlost: 210 km/h
- zrychlení z 0 na 100: 4,6 sekund

Rozměry
- délka: 4002 mm
- šířka: 1770 mm
- výška: 1440 mm
- rozvor: 2462 mm
- váha: 1230 kg

### Škoda Fabia S2000

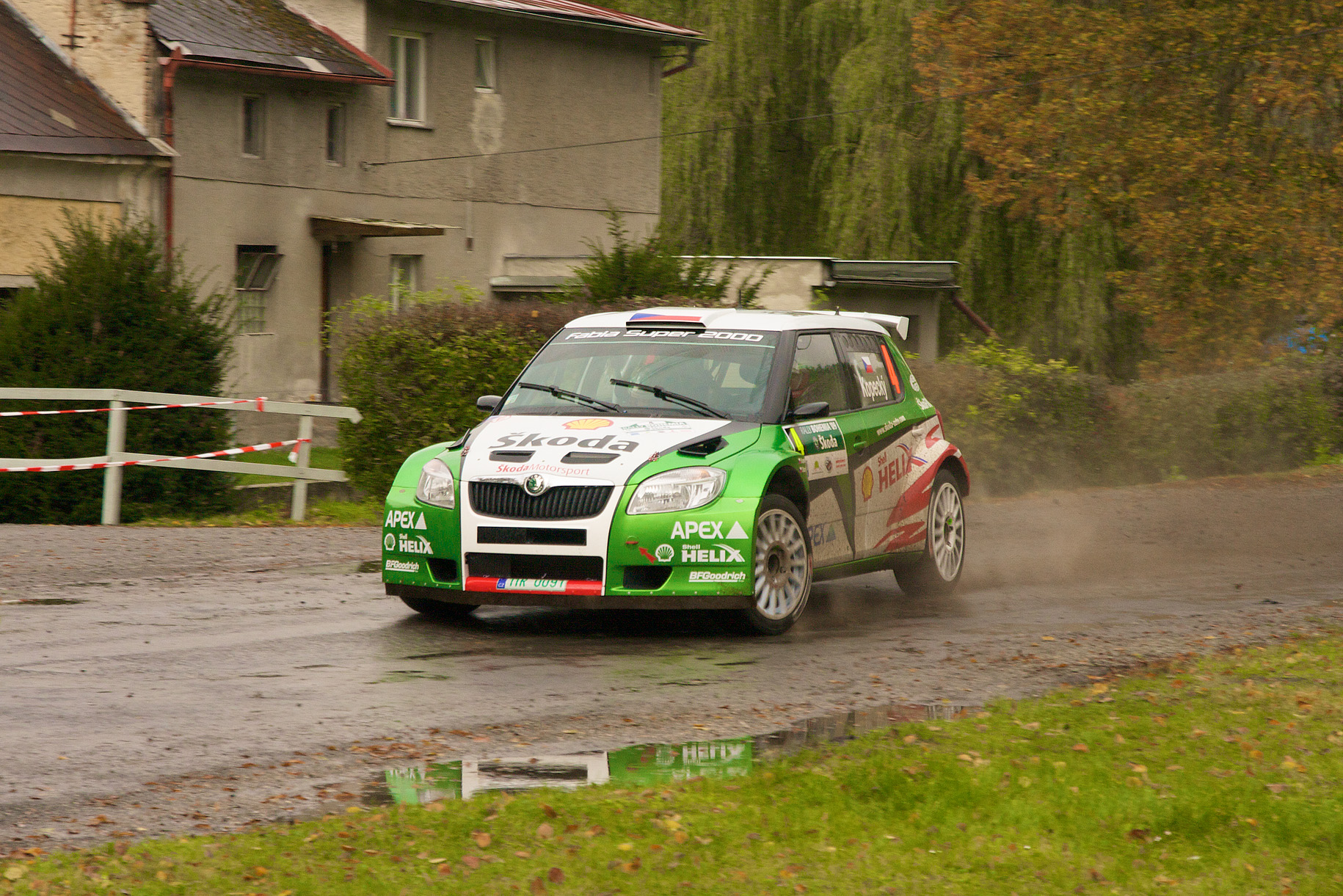
Tovární Škoda Fabia S2000

Verzi S2000 pohání zážehový atmosférický šestnáctiventilový čtyřválec o objemu 2000 cm³, který dosahuje výkonu 206 kW a točivého momentu 245 Nm. Elektronika je od firmy Magneti Marelli a spojka od AP Racing. Automobil má pohon všech kol a dva mechanické diferenciály. Sekvenční šestistupňová převodovka je od firmy Xtrac. Na šotolině používá vůz patnáctipalcové a na asfaltu osmnáctipalcové disky OZ s pneumatikami BF Goodrich. Brzdy jsou od firmy Brembo, tlumiče od Rieger Racing system. Zavěšení kol je typu McPherson
Tým Škoda Motorsport poprvé startoval na Rallye Monte Carlo 2009, kde Juho Hänninen dokonce v soutěži vedl, ale po jezdecké chybě odstoupil. Jan Kopecký skončil čtvrtý. Kopecký pak získal druhá místa na Azorách, v Belgii a v Rusku. V Rusku vyhrál jeho týmový kolega Hänninen. Na Barum rallye 2009 zvítězil Kopecký a Hänninen byl třetí. Kopecký pak ještě vyhrál Rallye Principe de Asturias 2009 a skončil v šampionátu celkově druhý a stejně skončil i tým Škoda. Na konci sezony se vytvořil nový tým Škoda UK, kde se jezdcem stal Guy Wilks, který vyhrál ve Skotsku.
V sezoně IRC 2010 tým několikrát obsadil kompletní stupně vítězů. Na Ypres rallye 2010 Škoda představila modernizovanou verzi Fabia S2000 EVO2, se kterou zvítězil Freddy Loix. Vůz byl rozšířen na 1820 mm. Byl změněn vzhled přední části, který byl podobnější faceliftové verzi. Navíc bylo upraveno sací a výfukové potrubí. Mistrem IRC se stal Hänninen a Škoda získala titul značek. V sezoně IRC 2011 vyhrál opět šampionát jezdec na tomto voze. Byl jím Andreas Mikkelsen z týmu britského importéra Škody Auto a automobilka opět vyhrála pohár konstruktérů. Škoda také zvítězila v mistrovství světa SWRC 2011, kde s tímto vozem vyhrál Hänninen, a v mnoha národních šampionátech.

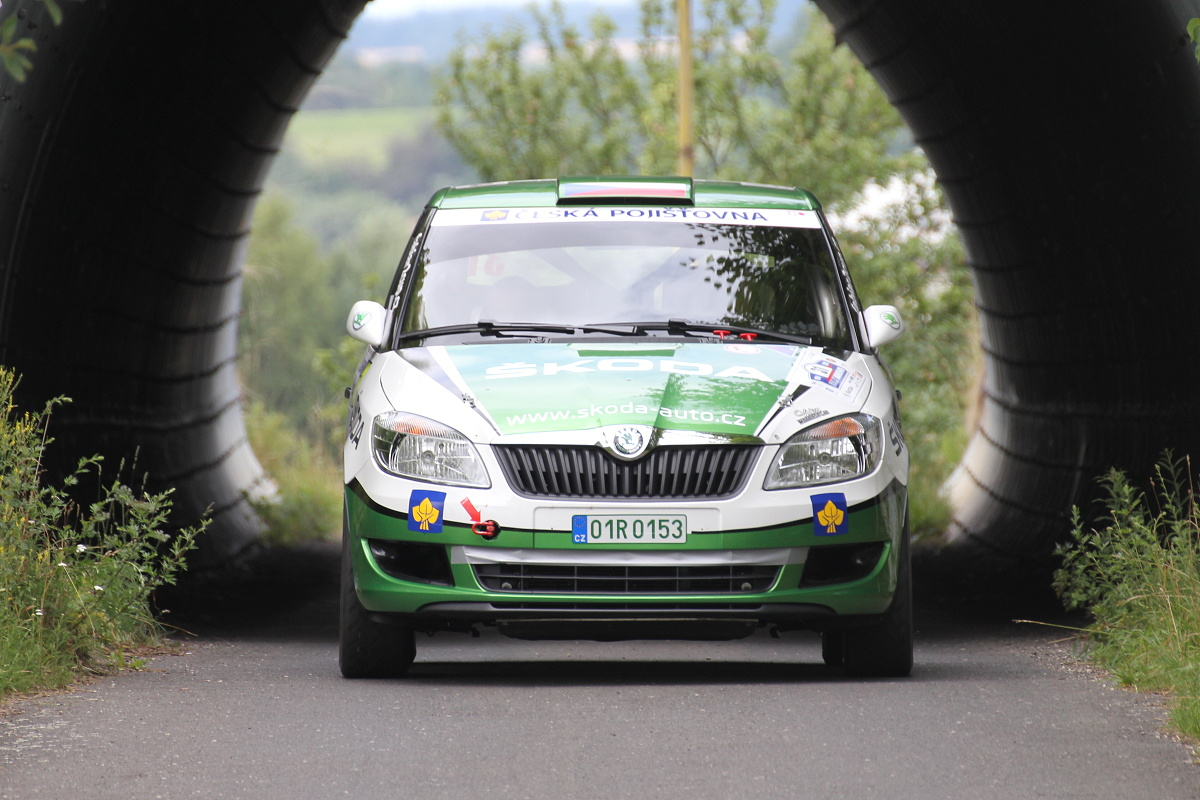
Škoda Fabia R2

Rozměry
- délka – 3992 mm
- šířka – 1820 mm
- rozvor – 2486 mm
- hmotnost – 1200 kg

### Škoda Fabia R2
Fabia R2 vychází ze sériového modelu upraveného pro soutěžení v kategorii R2. Pohání ji motor 1,6 16 V o výkonu 132 kW, ten dosahuje točivého momentu 194 Nm při 5500 otáčkách za minutu. Fabia R2 je vybavena sekvenční převodovkou Sadev o pěti stupních. Oproti sériové verzi je přepracován také podvozek, kinematika náprav i interiér. Vozy Fabia R2 se účastní Česká pojišťovna Škoda Fabia Rally Cupu.

### Škoda Fabia Rally2

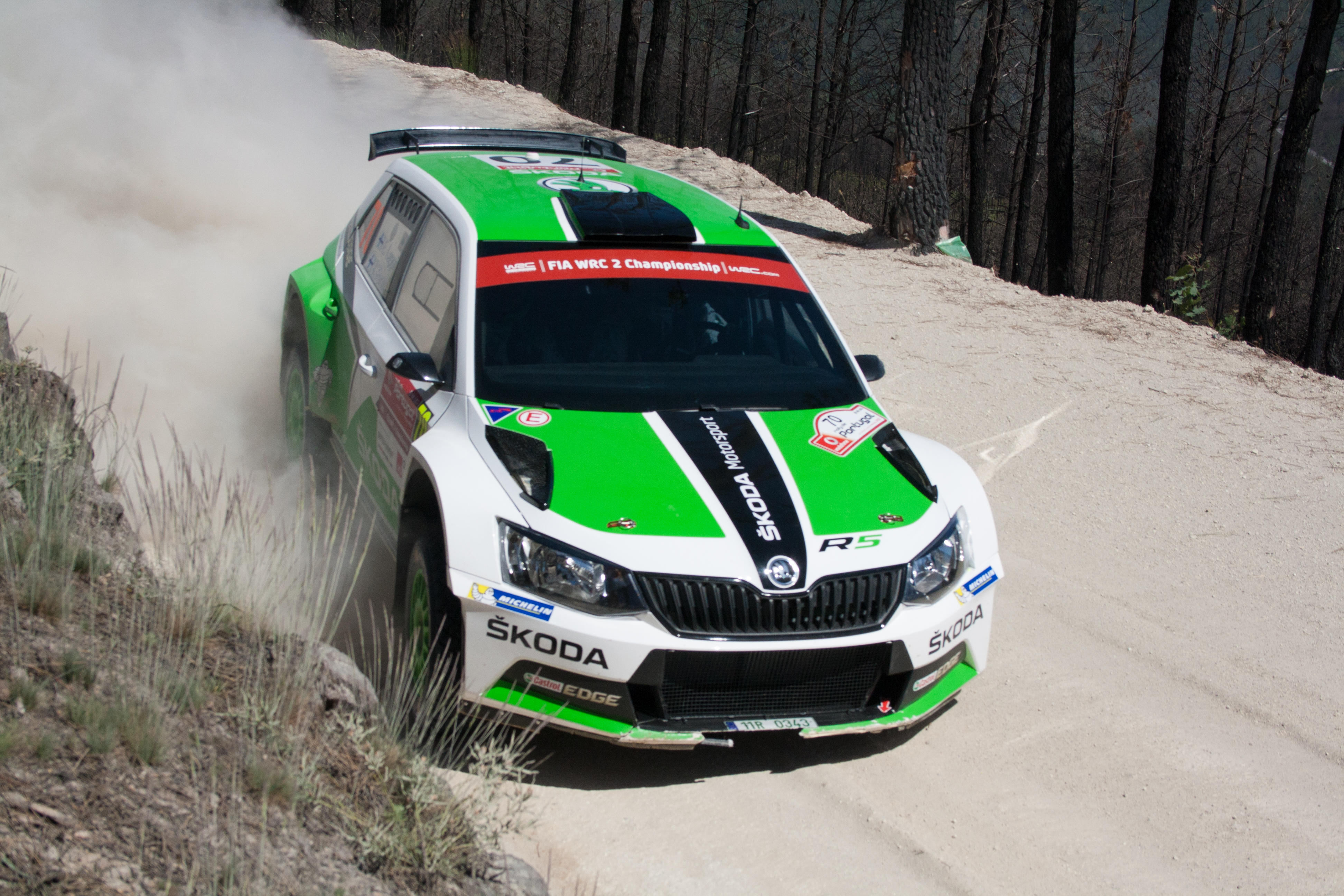
Škoda Fabia R5 na Rally de Portugal (2015)

Nová závodní Fabia R5, vycházející z Fabie 3. generace, disponuje přeplňovaným motorem o objemu 1,6 litru, který je spřažen s pětistupňovou sekvenční převodovkou. Vůz nahrazuje úspěšnou verzi S2000 a splňuje homologaci FIA. Na vývoji se podíleli tovární jezdci týmu Škoda. Cena jednoho vozu je přibližně 5 miliónů Kč.

#### Technické specifikace
- motor: přeplňovaný čtyřválec 1620 cm3, přímé vstřikování paliva[33]
- max. výkon: 205 kW při 4750 ot./min
- max. točivý moment: 420 Nm při 4750 ot./min
- převodovka: pětistupňová manuální
- délka a šířka: 3994 mm × 1820 mm
- min. hmotnost: 1230 kg
- pohon: 4×4
- kola: 18" na asfaltu, 15" na štěrku
- brzdy: kotoučové, 355 mm na asfaltu, 300 mm na štěrku
- speciální palivová nádrž o objemu: 82,5 l
- při superspeciálkách spotřeba paliva: 0,6 l/km
- maximální rychlost: kolem 200 km/h
- zrychlení 0–100 km/h: 3 s

### Škoda Fabia RE-X1
Škoda Fabia RE-X1 je závodní elektromobil, který vytvořila rakouská společnost Kreisel Electric. Automobil stojí na základě ŠKODA Fabia Rally 2 evo.

#### Technické specifikace
- Výkon: 500 kW (670 koní)
- Točivý moment: 880 Nm
- Pohon: 4×4
- Hmotnost: 1300 kg
- Dojezd: 135 km